# 則定町
則定町（のりさだちょう）は、愛知県豊田市の地名。

## 概要
豊田市の中央部に位置し、足助地区（旧東加茂郡足助町の町域にほぼ相当する）に属する。
足助地区の中では最西部近くに位置し、東部に行くほど山林が深くなる同地区の中では、山稜が比較的なだらかで開けた印象を与える。
町域東部では北東から南に向かって矢作川の支流である巴川が流れ、町域中央部やや南よりでは霧山町より北進してきた則定川がこの巴川に合流する。合流地点近辺は土地が比較的平坦であり、往古より足助街道より滝坂道がここで分岐し、足助・岡崎・矢作川方面に通じる交通の要所ともなった。また、明治初期までは下佐切とを往来する巴川渡船の船着場もこの付近にあったという。古来の遺跡、中世以降の史跡も多く、江戸時代初期の僧侶で仏教思想家鈴木正三のゆかりの地としても知られる。
現在では、巴川沿いを走る愛知県道39号（主要地方道岡崎足助線）と愛知県道343号（則定豊田線）がここで分岐し、往時の街道ルートの有りようをそのまま踏襲しているわけではないものの、足助・松平及び岡崎・高橋の三方面へのアクセスの要地となっている。
この河岸に接した県道沿い、及び山あいを走る旧街道沿いには、人家が広く点在している。
町域西部では人家もほとんど無いが、山中町の恩真寺へと通じる道が古来より通じており、かつての鈴木正三も布教と修行のために往来したと考えられている。山中町・矢並町との境界付近には採石場がある。また町域北部には東大島町とまたがる形で中部電力東部変電所が立地している。
産業は農林業が中心である。また、兼業農家が多数を占める。

## 歴史

### 沿革
- 中世末期 - 三河鈴木氏の領地であった[4]。
- 江戸期 - 寛永期の『三河国村々高附』においては「加茂郡則定村」、天保期の郷帳においても「加茂郡則定村」という表記が見受けられる[7]。
- 1620年(元和6年)- 徳川家康の家臣であった旗本鈴木重次が致仕後、則定で隠居生活を始める。以降、幕末まで則定鈴木氏の知行地であり続ける[4]。
- 1869年（明治2年） - 重原藩領となる[5]。
- 1871年（明治4年） - 大区小区制施行により、第4大区第6小区に所属する[7]。
- 1878年（明治11年） - 郡区町村編制法施行により、加茂郡が東加茂郡と西加茂郡に分割される。これに伴い、則定村の所属が加茂郡から東加茂郡に変更される[5]。
- 1884年（明治17年）7月 - 戸長役場設置に伴い、則定村、赤原村（あかばらむら）、岩倉村（いわくらむら）、霧山村（きりやまむら）、重田和村（しげたわむら）、酒呑村（しゃちのみむら）、白瀬村（しろせむら）、西野村（にしのむら）、二本木村（にほんぎむら）、六ツ木村（むつぎむら）の10村が同組に組み込まれる[8]。
- 1889年（明治22年）10月1日 - 市制・町村制施行に伴い、則定村、霧山村、重田和村、酒呑村、白瀬村、西野村、二本木村の7村が合併して東加茂郡穂積村（ほづみむら）が誕生し[9]、則定村は穂積村大字則定に継承される[5]。
- 1906年（明治39年）5月1日 - 穂積村のうち大字則定・大字霧山が東加茂郡盛岡村（もりおかむら）に編入される[10][11]。これに伴い、穂積村大字則定は盛岡村大字則定に継承される[5]。
- 1955年（昭和30年）4月1日 - 盛岡村が足助町に編入される[10]。これに伴い、盛岡村大字則定は足助町大字則定に継承される[5]。
- 2005年（平成17年）4月1日 - 足助町の豊田市への編入に伴い、住所表示が豊田市則定町に変更される。

## 世帯数と人口
2019年（令和元年）7月1日現在の世帯数と人口は以下の通りである。
| 町丁   | 世帯数 | 人口  |
| ------ | ------ | ----- |
| 則定町 | 65世帯 | 195人 |

### 人口の変遷
国勢調査による人口の推移
| 2005年（平成17年） | 208人 | [ 12 ] |  |
| 2010年（平成22年） | 181人 | [ 13 ] |  |
| 2015年（平成27年） | 183人 | [ 14 ] |  |

## 学区
市立小・中学校に通う場合、学区は以下の通りとなる。
| 番・番地等 | 小学校             | 中学校             |
| ---------- | ------------------ | ------------------ |
| 全域       | 豊田市立則定小学校 | 豊田市立足助中学校 |

## 人物
- 鈴木 正三（すずき しょうさん、1579年（天正7年） - 1655年（明暦元年））

- 慈本豪英尼（じほんごうえいに、1804年（文化4年）[要検証 – ノート]  - 1847年（弘化4年））

江戸時代後期の尼僧・念仏行者。幡豆郡駮馬（現西尾市吉良町）に生まれる。若くして出家し、はじめ徳誉貞本と名乗ったが、1830年（文政13年）には豪潮律師に弟子入りし、慈本豪英の名を賜る。1831年（天保2年）から1833年（天保4年）にかけて、羅漢山と呼ばれる丘陵の岸壁付近に箱を設け、中にこもりながら昼夜を問わずに鉦を鳴らし続けて、千日間に渡る火断ちの念仏修行を行ったとされる。弟子たちは尼の食事として、元観音と呼ばれる場所から水とそば粉を運んだという。

## 施設

### 教育施設
- 豊田市立則定こども園
- 豊田市立則定小学校

### その他の公共施設
- 鈴木正三史跡公園

心月院跡地にある。鈴木正三の350回忌、及び1955年（昭和30年）の足助町合併50周年を記念し、2004年（平成16年）旧足助町により開園。所在地は則定町字寺田。鈴木正三・重成公ブロンズ像が建つ。
- 鈴木正三記念館

2004年（平成16年）開設。所在地は則定町字前田。

### その他の施設
- 盛岡郵便局
- 中部電力東部変電所

## 寺社
- 熊埜（熊野、くまの）神社

旧則定村村社。所在地は則定町字本郷。1838年（天保9年）の『賀茂郡九ケ村明細帳』に記載がある「産神社」に比定される。
- 秋葉社

椎城址の北東にある丘陵の頂にあり、数基の巨岩が林立するその狭間に鎮座する。
- 浅間（せんげん）神社

巴川左岸、仙元（せんげん）と呼ばれた丘陵入会地の山頂に鎮座。
- 曹洞宗心月院

山号は則定山。石平道人鈴木正三による開創。所在地は則定町字年蔵連（ねんぞれ）。当初は現在の鈴木正三史跡公園の位置に建立されたが、1877年（明治10年）頃に現在地に移転している。鈴木正三坐像を祀る。
- 本郷薬師堂

所在地は則定町字青木。元は栃ノ実にあったものが、武田勝頼軍の侵攻により焼失し、江戸期に入り現在の地に再建されたという。栃ノ実に新たに薬師堂が再建されたために、こちらは本郷薬師堂と呼ばれるようになった。
- 栃ノ実薬師堂

所在地は則定町字下栃ノ実（しもとちのみ）。

## 指定・登録文化財

### 彫刻
- 鈴木正三坐像[16]

豊田市指定文化財。1978年（昭和53年）3月25日指定。心月院所蔵。江戸時代前期のものとされる。
- 木造阿弥陀如来立像[16]

豊田市指定文化財。1993年（平成5年）3月22日指定。心月院所蔵。鎌倉時代末期のものとされる。

## 埋設文化財

### 散布地
- 仙元（せんげん）遺跡- 縄文時代[17]。
- 上栃ノ実遺跡- 縄文時代[17]。
- 則定本郷A遺跡- 中世時代[17]。

### その他墓
- 心月院跡古墓- 近世時代[17]。

### 集落跡
- 則定本郷B遺跡- 縄文時代[17]。
- シメド遺跡- 縄文時代[17]。

### 城館跡
- 則定城- 時代不詳[17]。

『三河国二葉松』にある「則定古城」に比定される。「鈴木三郎九郎子孫当代領千石、同友之助」といった記述が残る。
- 則定椎城（椎城）- 中世時代[17]。

本丸、二の丸、三の丸、北の丸、帯曲輪、堀切などの遺構が残る。『三河国二葉松』にある「則定村古屋敷」に比定される。鈴木十内が居城したとされ、二ノ丸には「当椎城主鈴木重氏墳」と彫られた自然石の墓碑が残るが、二人の人物像はつまびらかでない。。
- 則定小畑城- 時代不詳[17]。
- 則定陣屋跡-近世時代[17]。

現在では豊田市立則定小学校の敷地となっており、敷地周辺では往時の石垣や石積みの門坂が残る。『賀茂郡九ケ村明細帳』によれば、江戸期を通じ則定鈴木家の陣屋として東西30間、南北18間の敷地を持ち、御屋敷、土蔵、陣屋守住居があったとされる。
- 心月院跡- 中世時代[17]。

## 史跡
- 十六羅漢

地元で羅漢山と呼ばれる丘陵の絶壁付近に散見される釈迦如来及び十六羅漢の像。1777年（安永6年）、鈴木家家臣久世勘太夫が祀ったものとされる。
- 元観音

則定町字寺屋敷。江戸末期まで観音寺があったとされる。

## ギャラリー

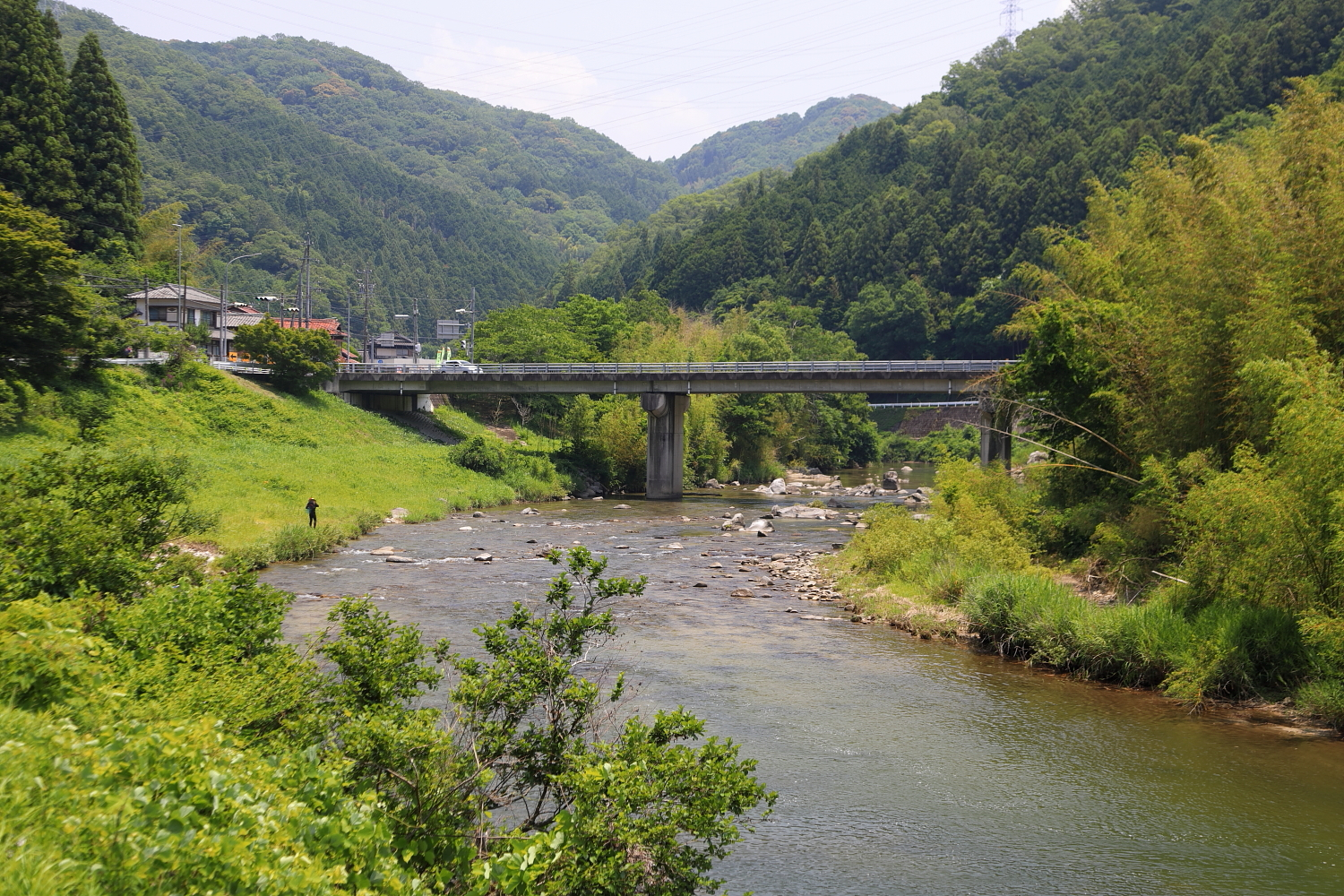
巴川と主要地方道岡崎足助線穂積橋 （2019年（令和元年）6月）
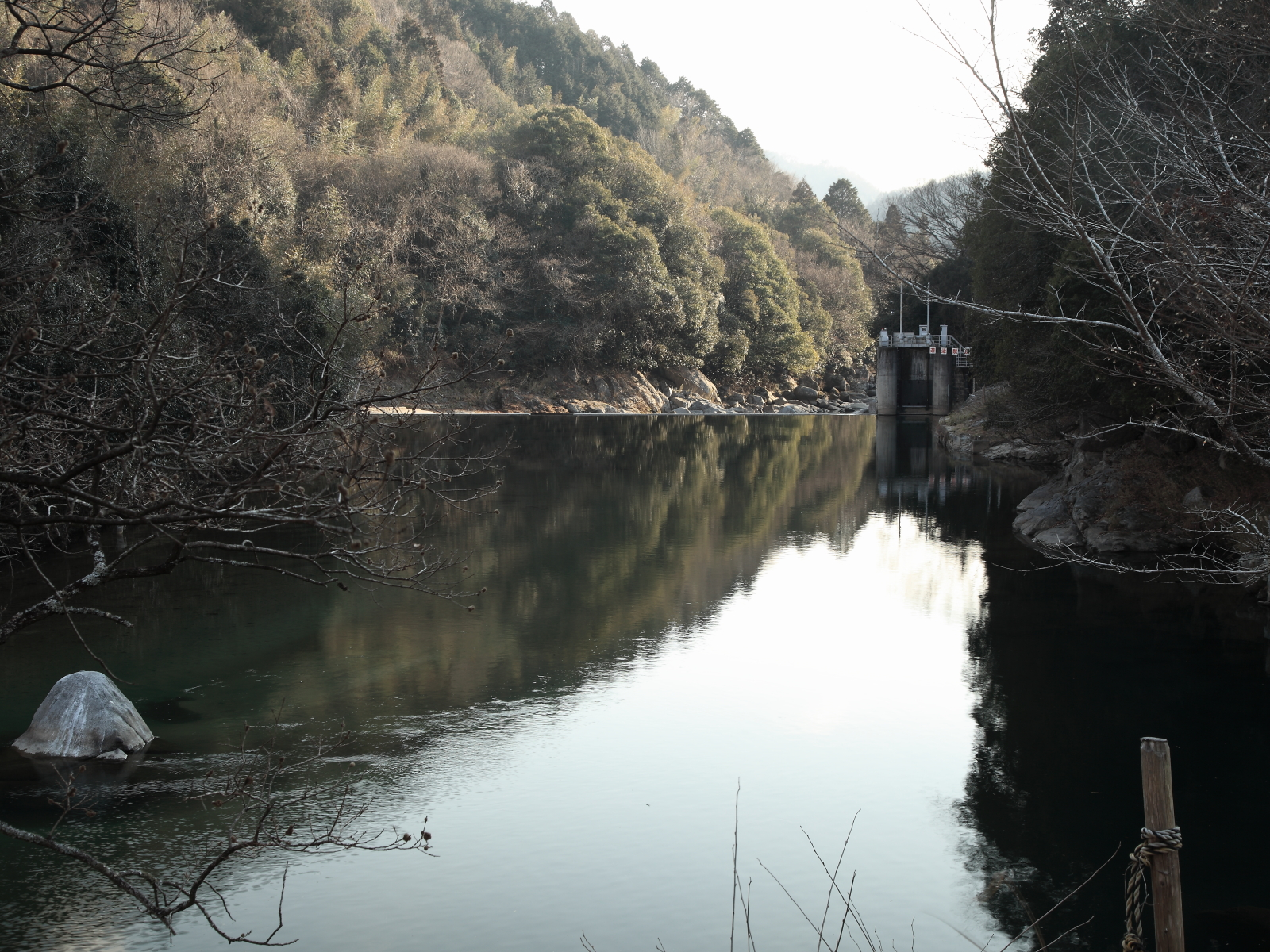
巴川（左岸：仙元、右岸、小畑）
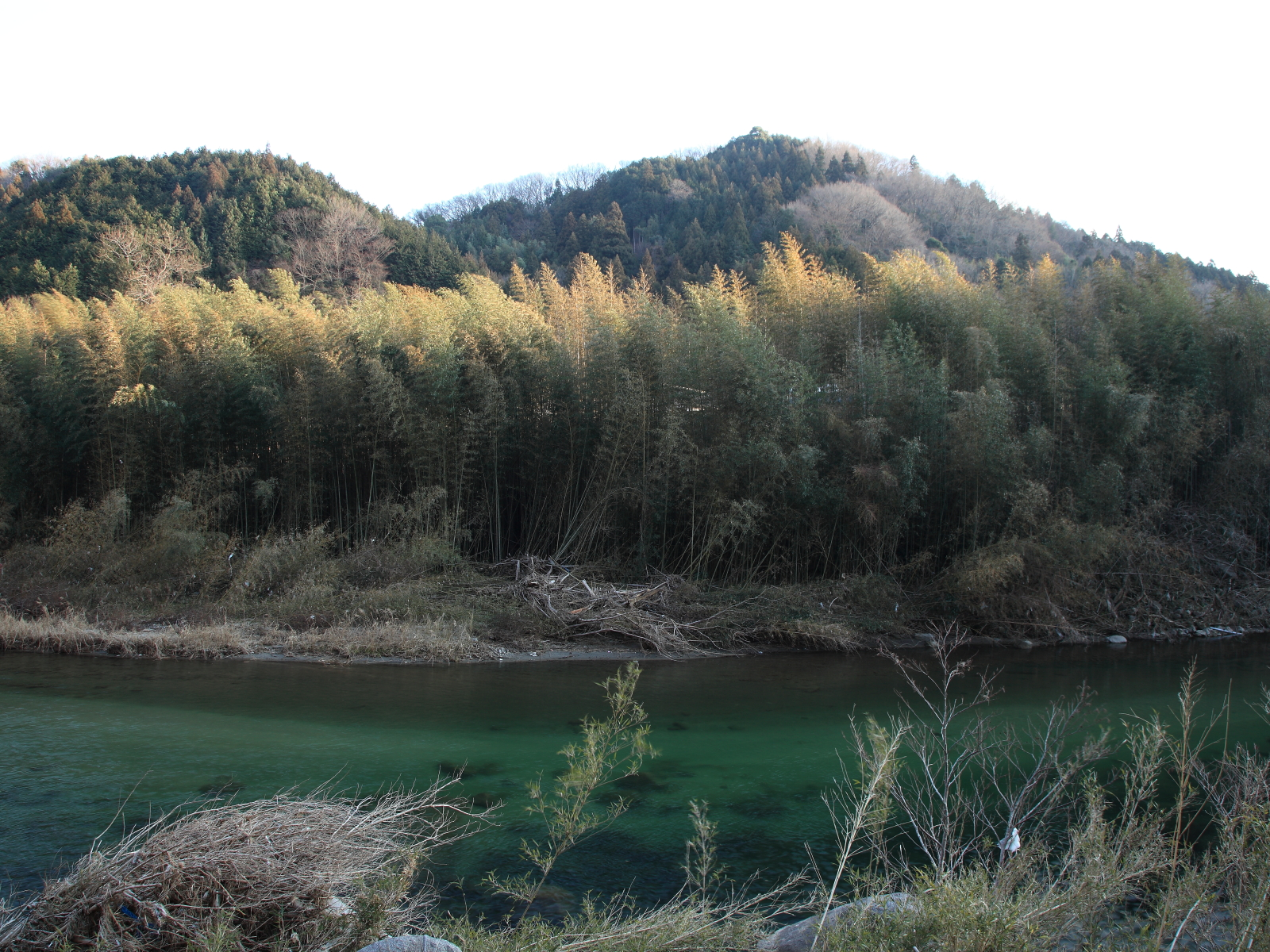
巴川と仙元
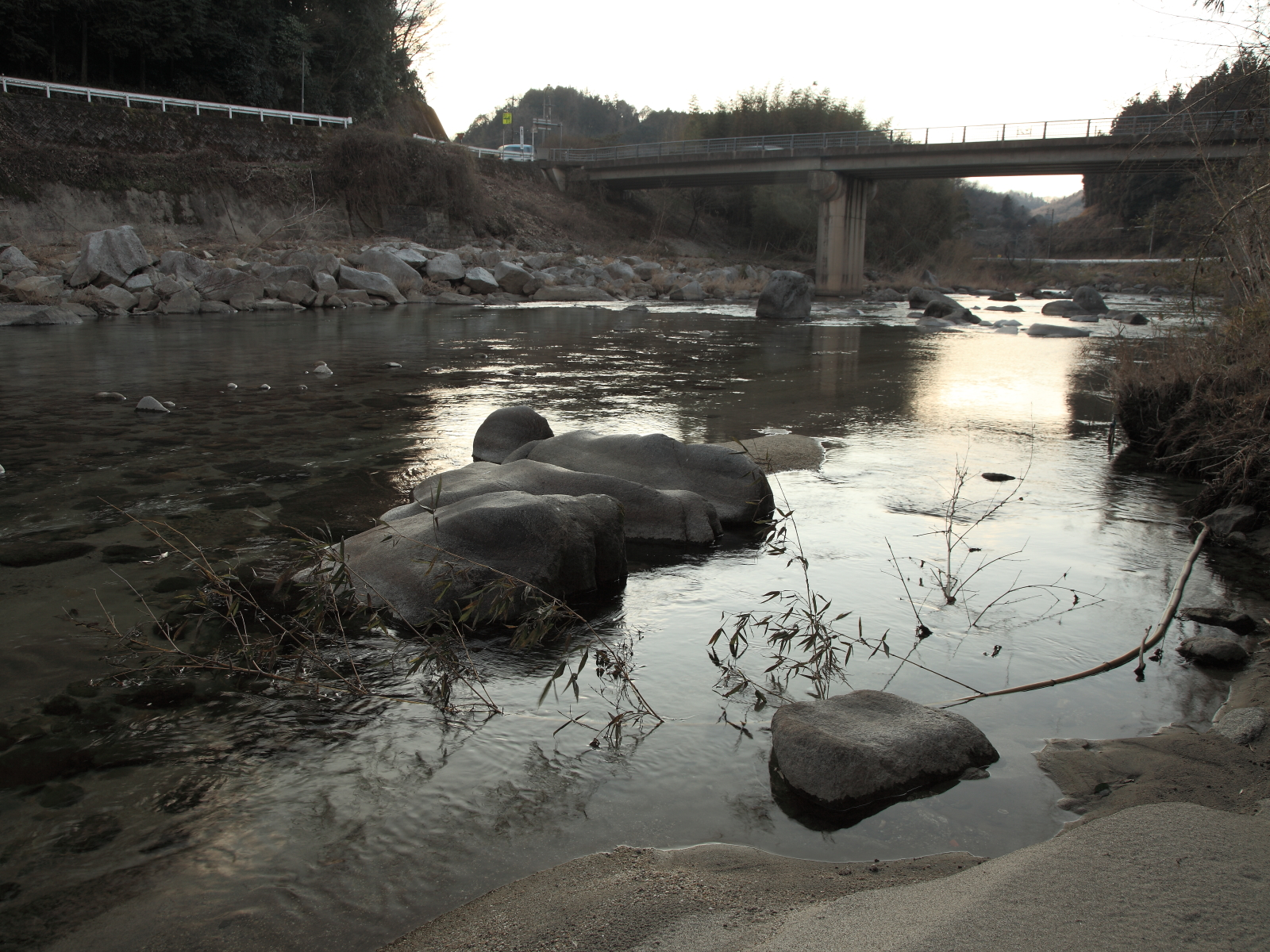
渡舟場跡
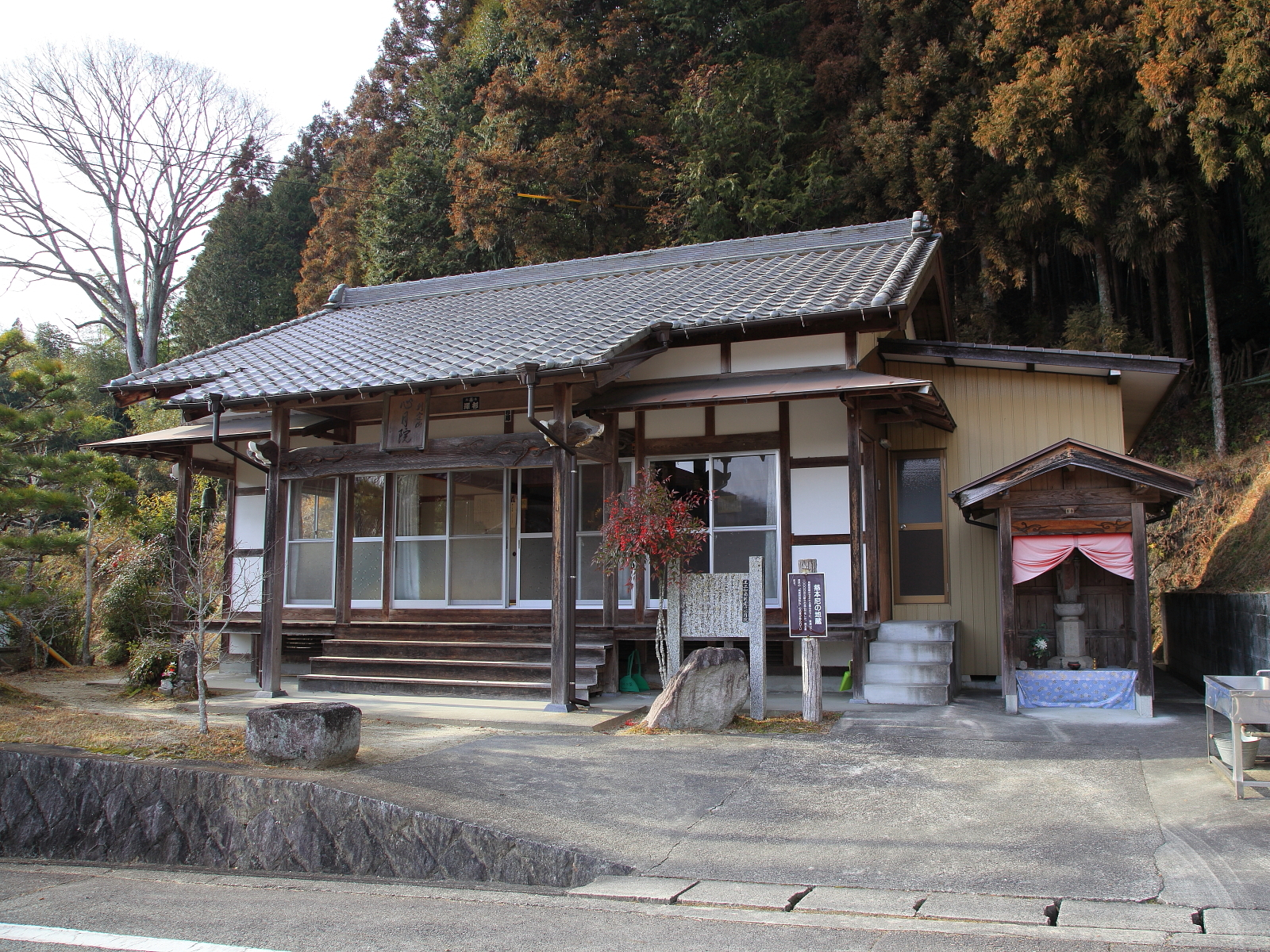
心月院
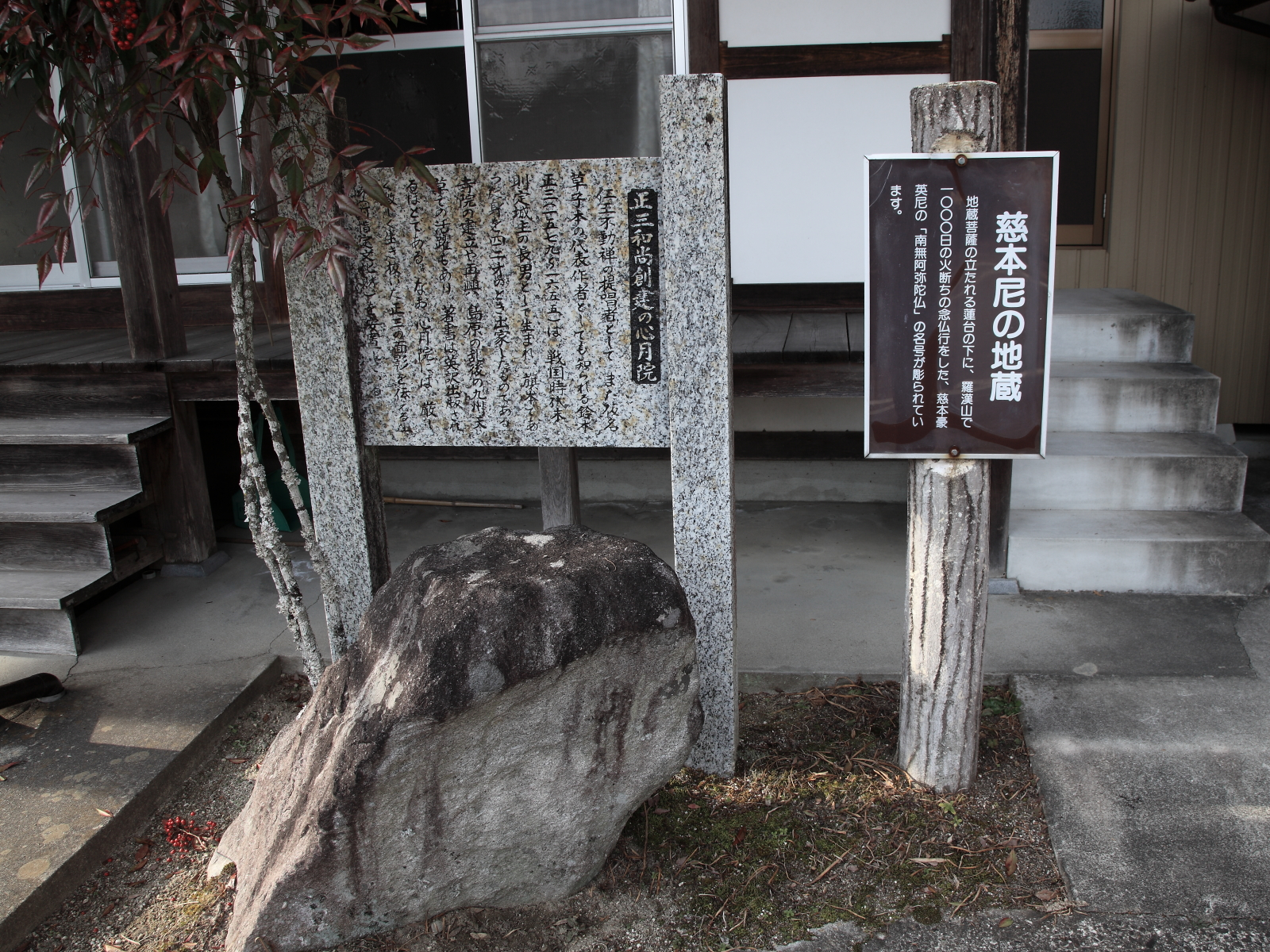
心月院
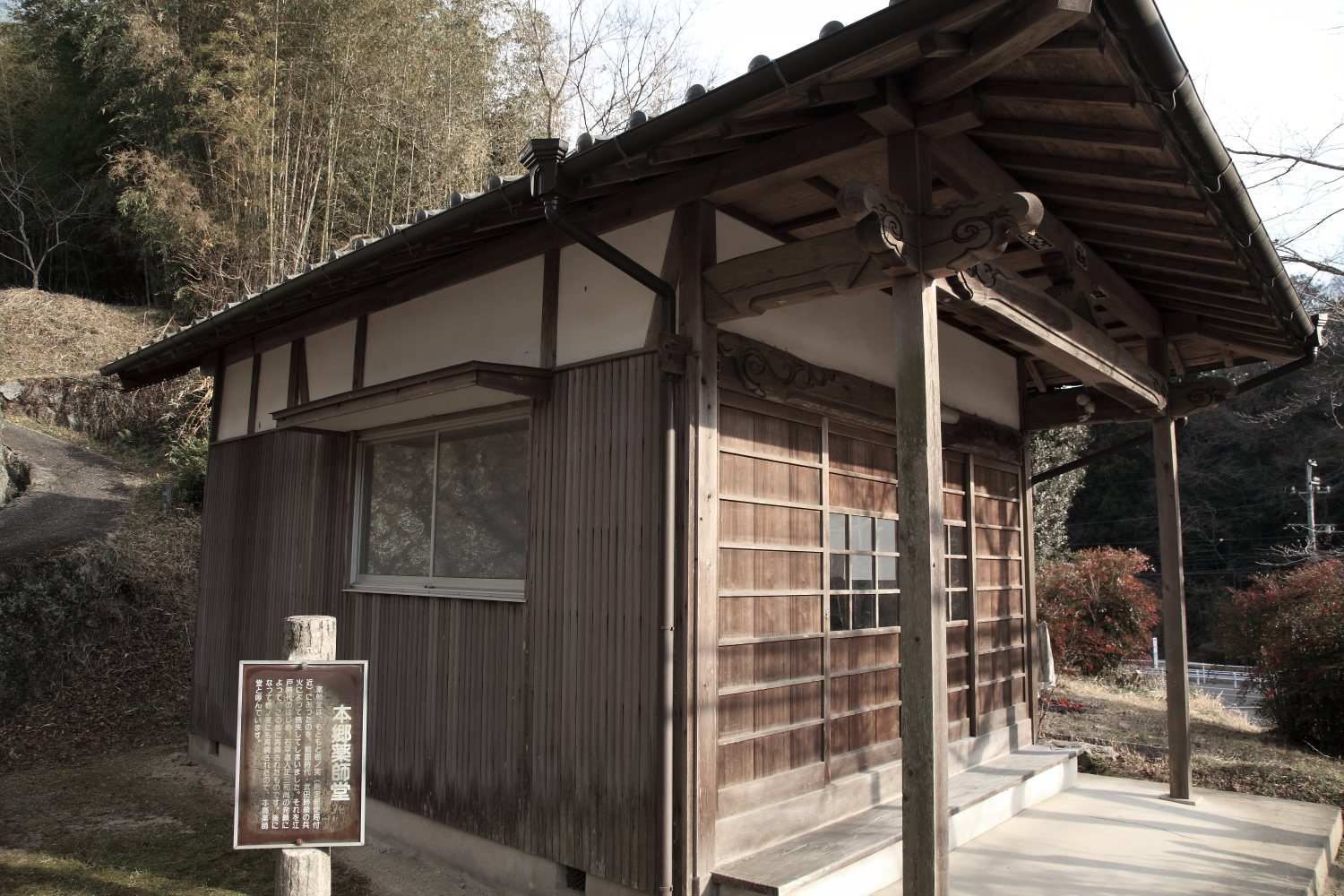
本郷薬師堂
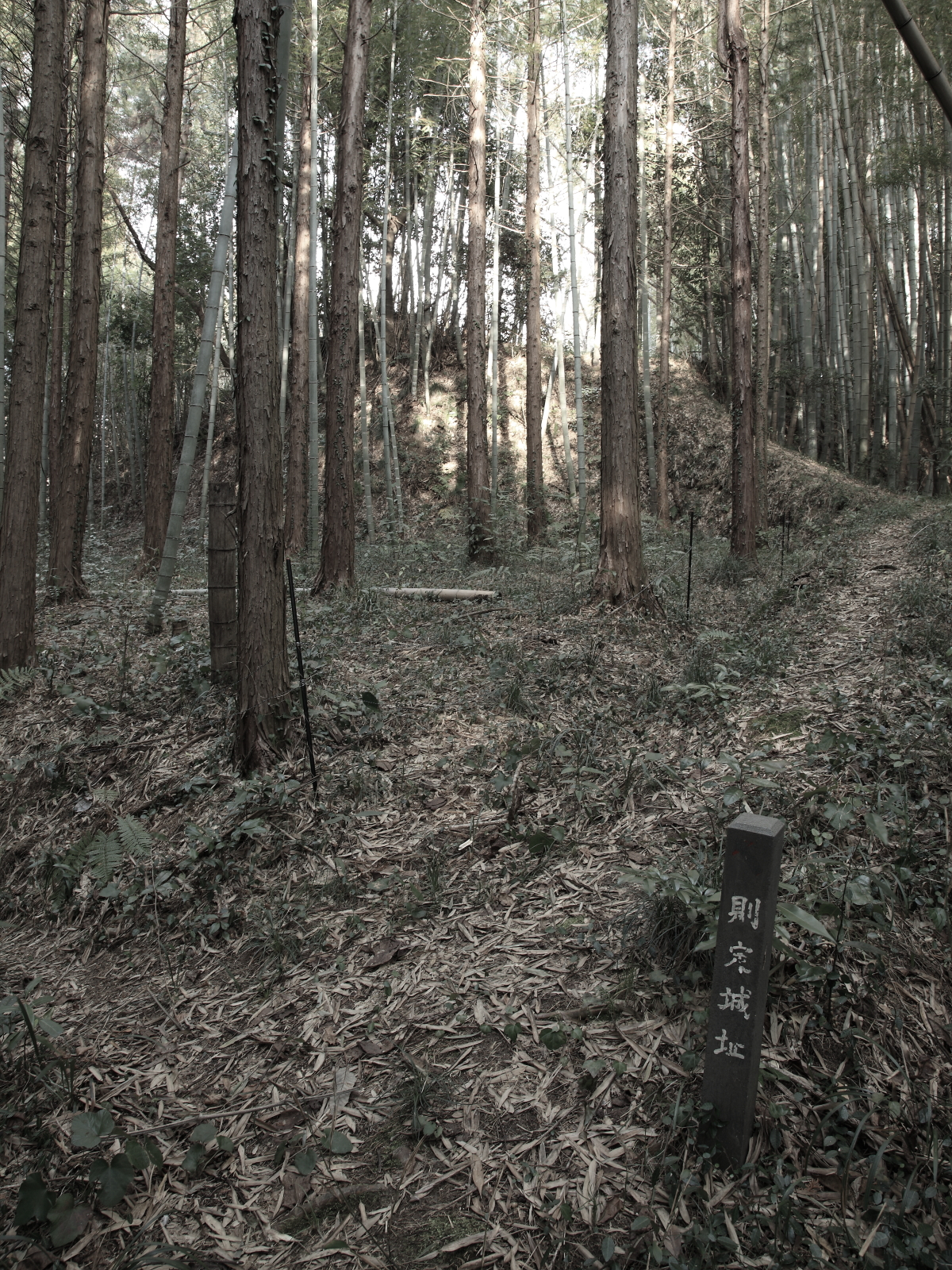
則定城跡
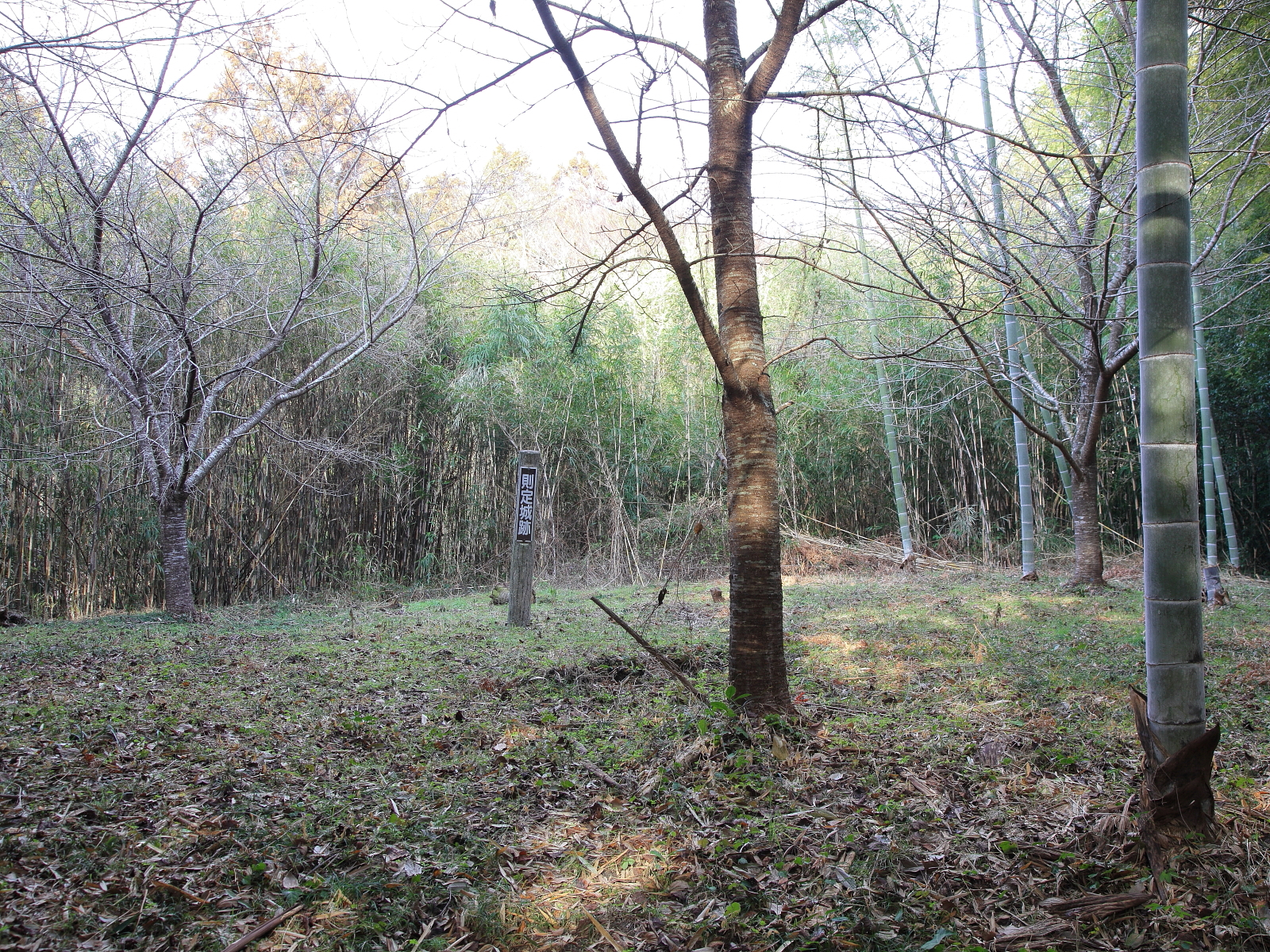
則定城跡
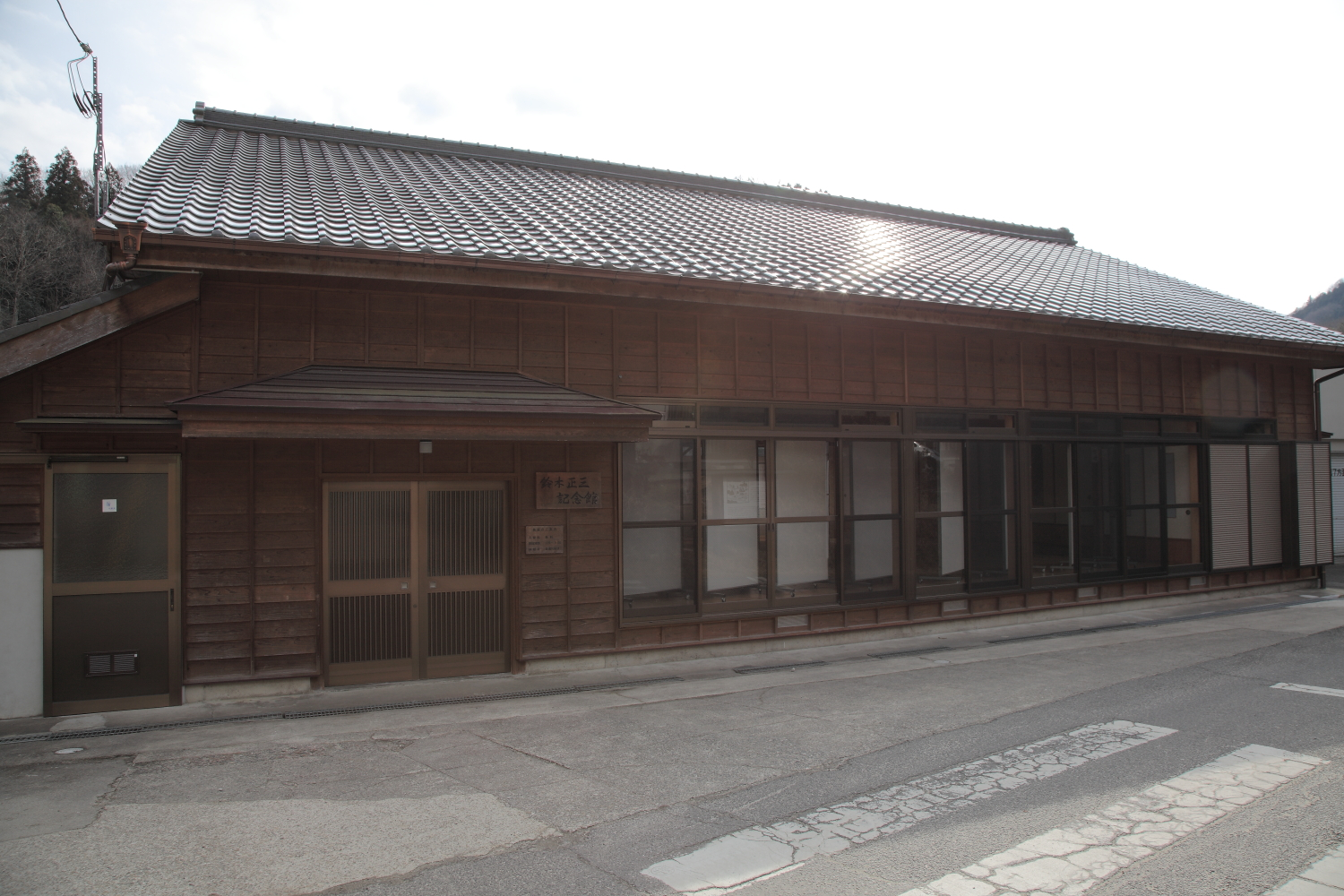
鈴木正三記念館
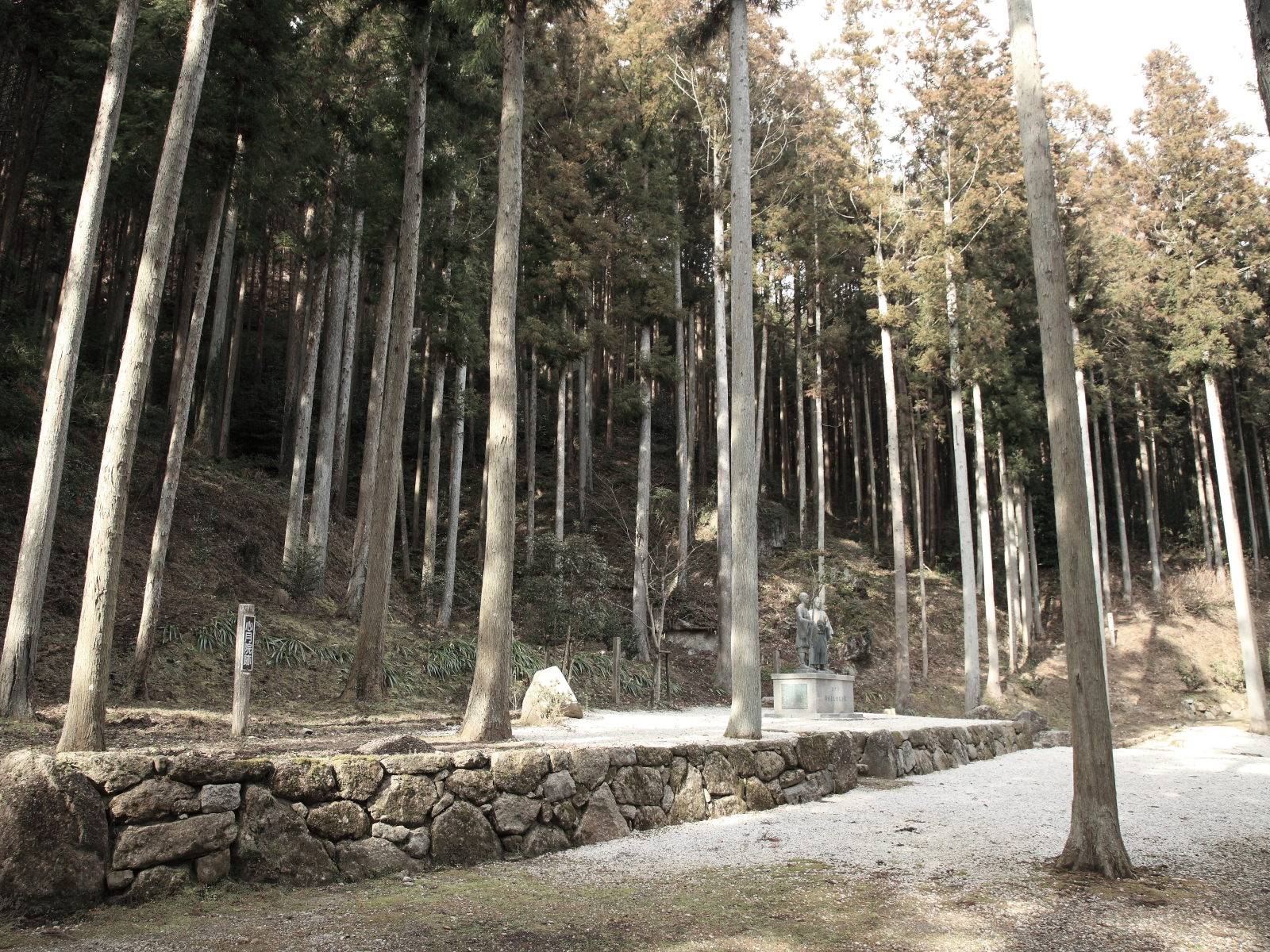
鈴木正三史跡公園
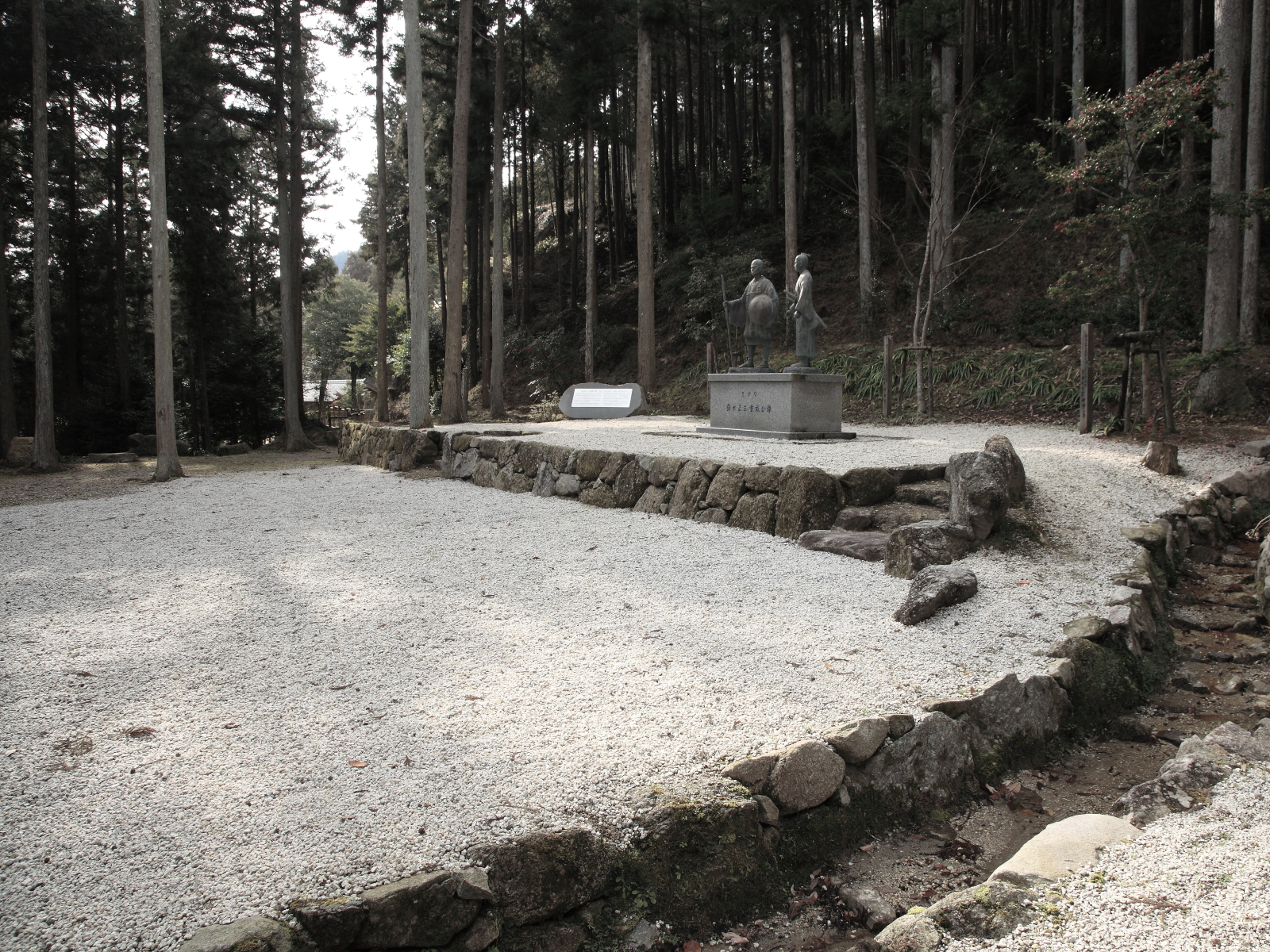
鈴木正三史跡公園
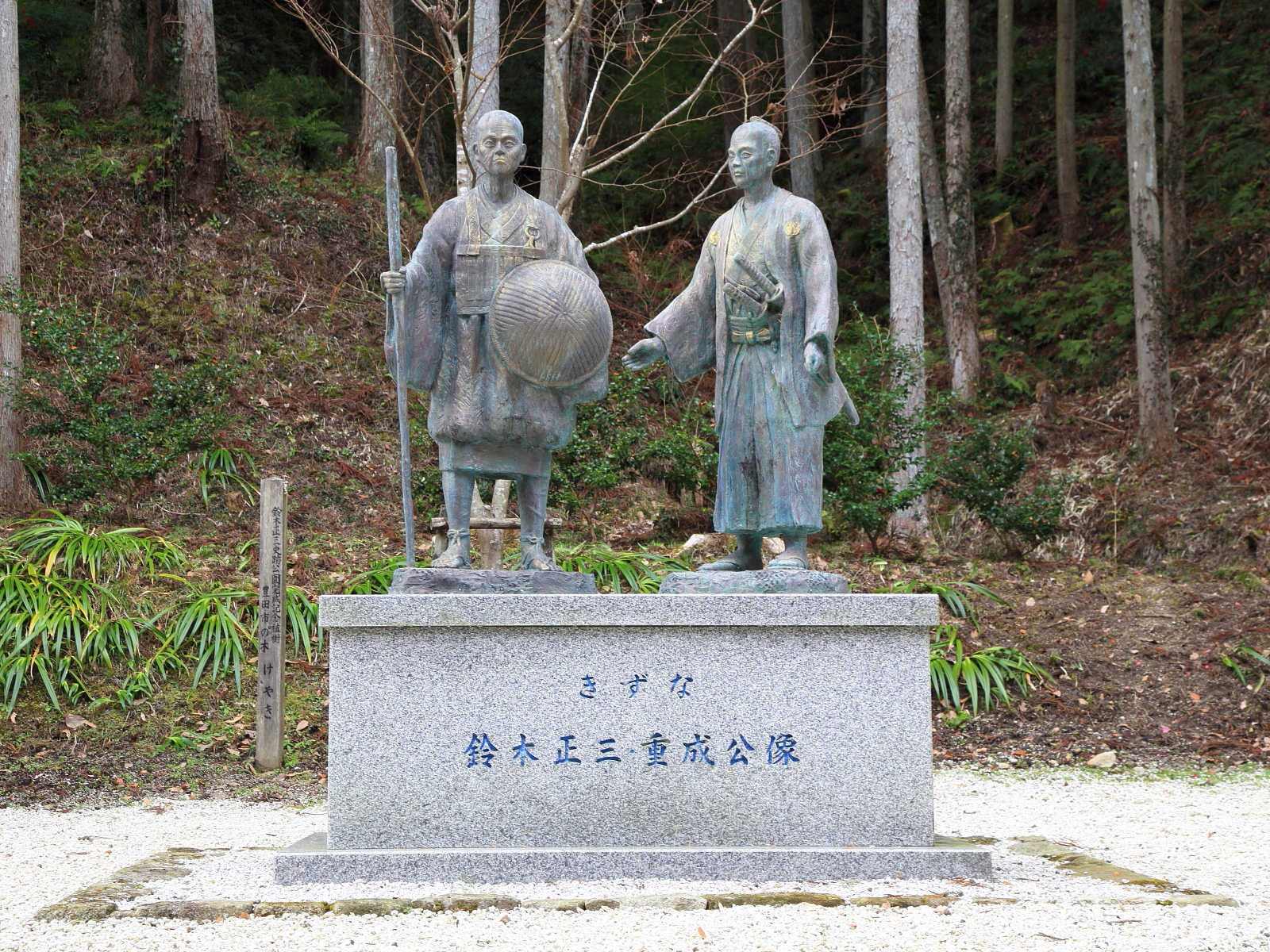
鈴木正三史跡公園のブロンズ像
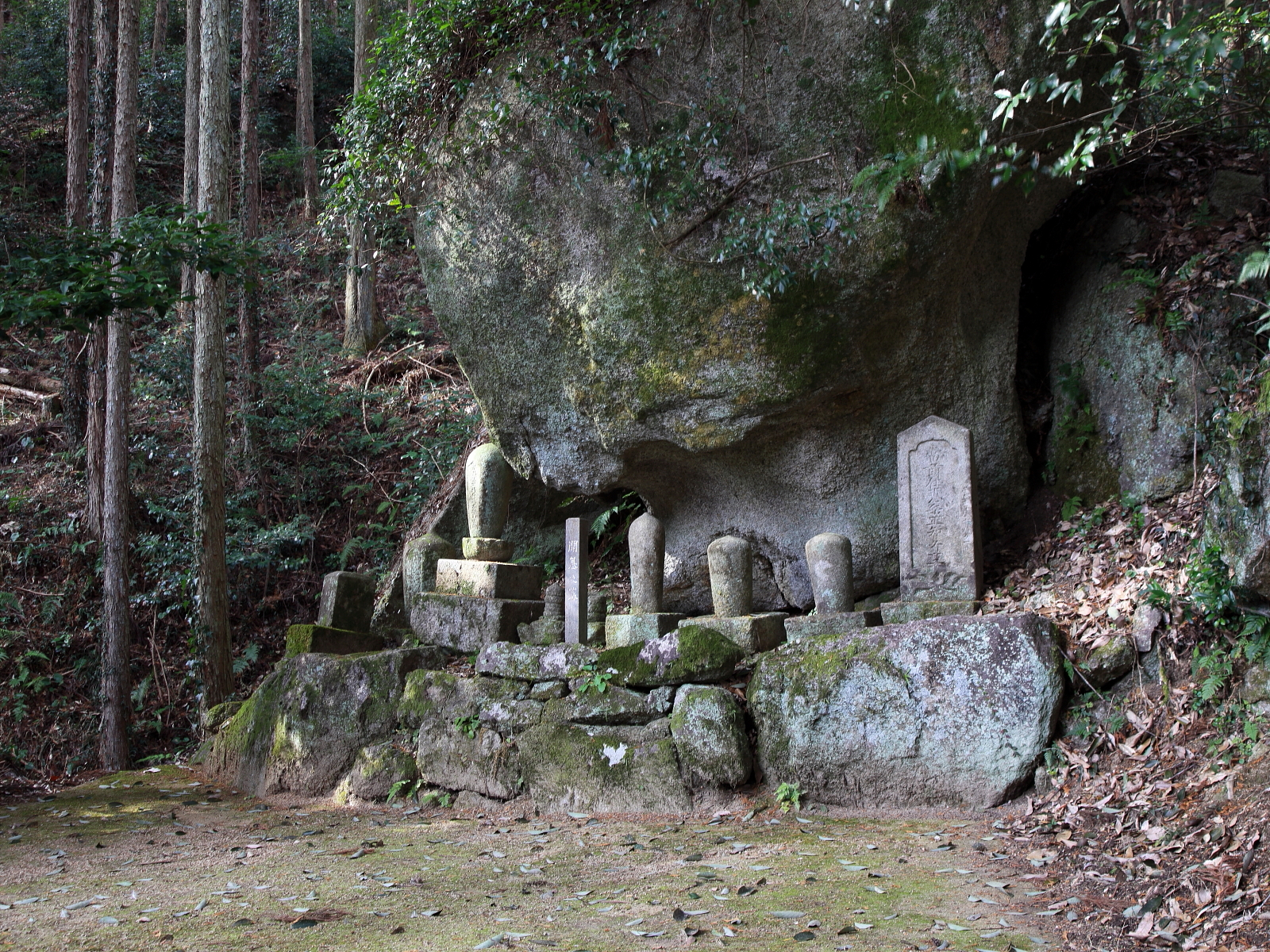
心月院古墓
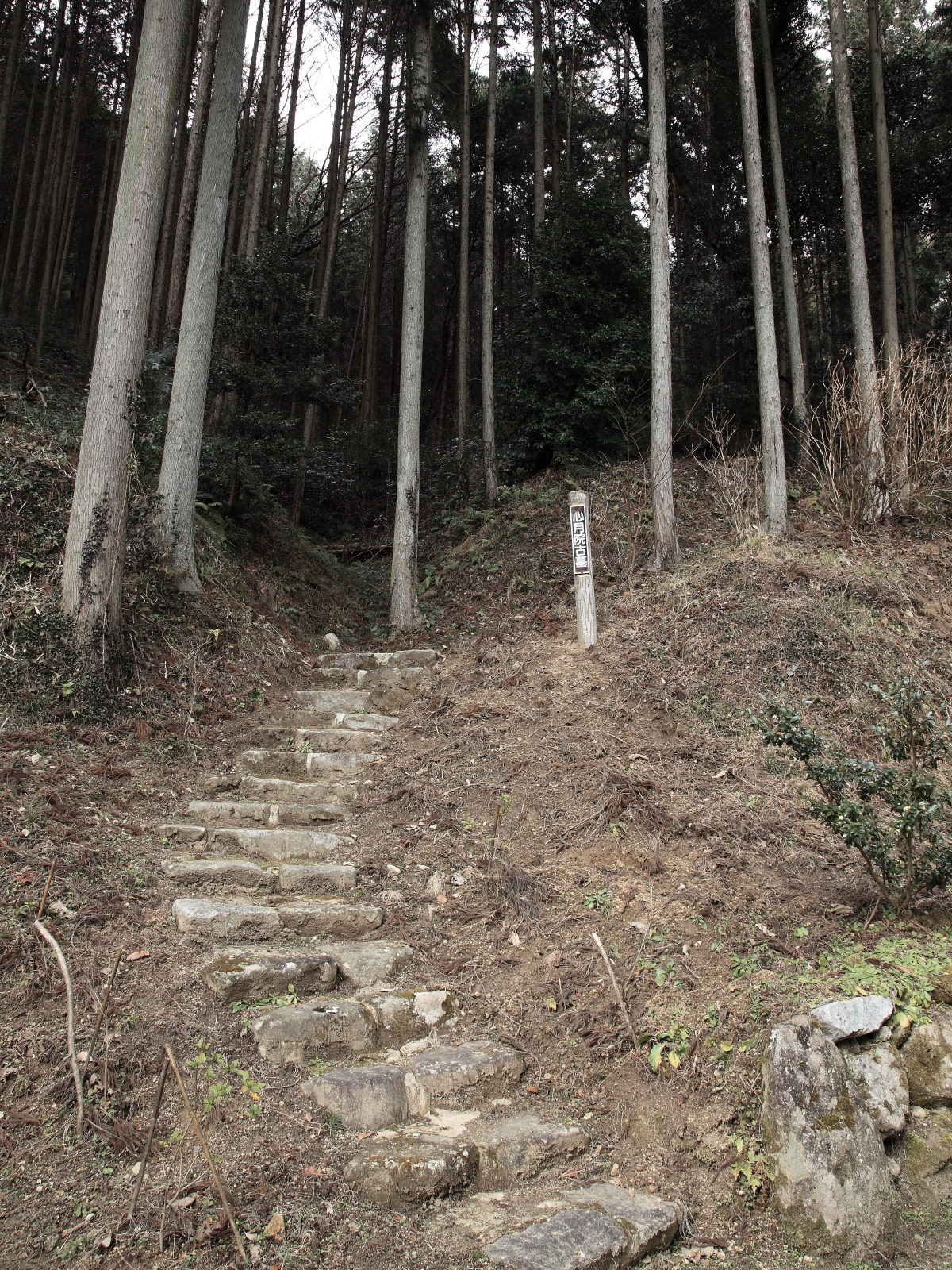
心月院古墓入口
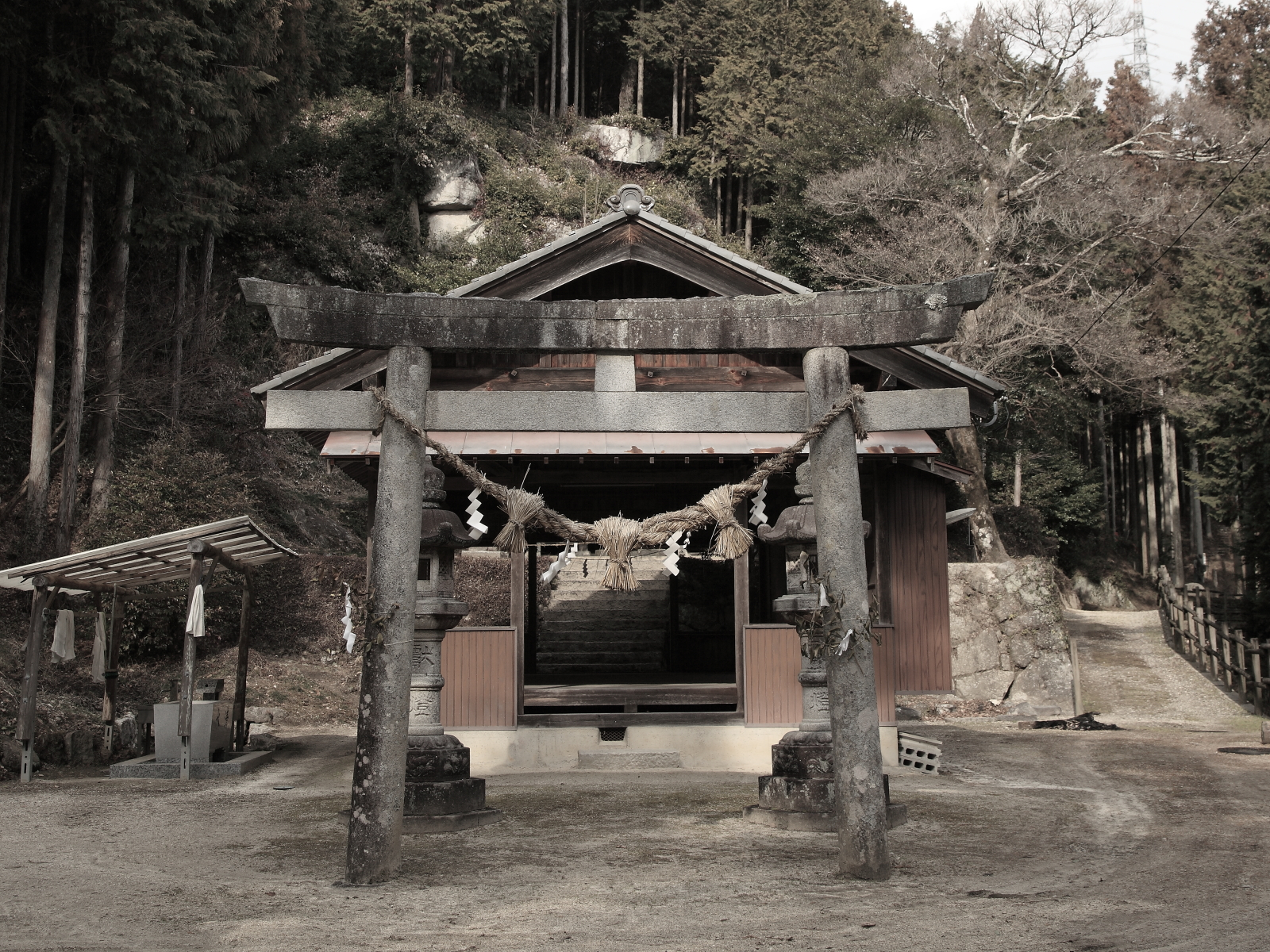
熊埜神社
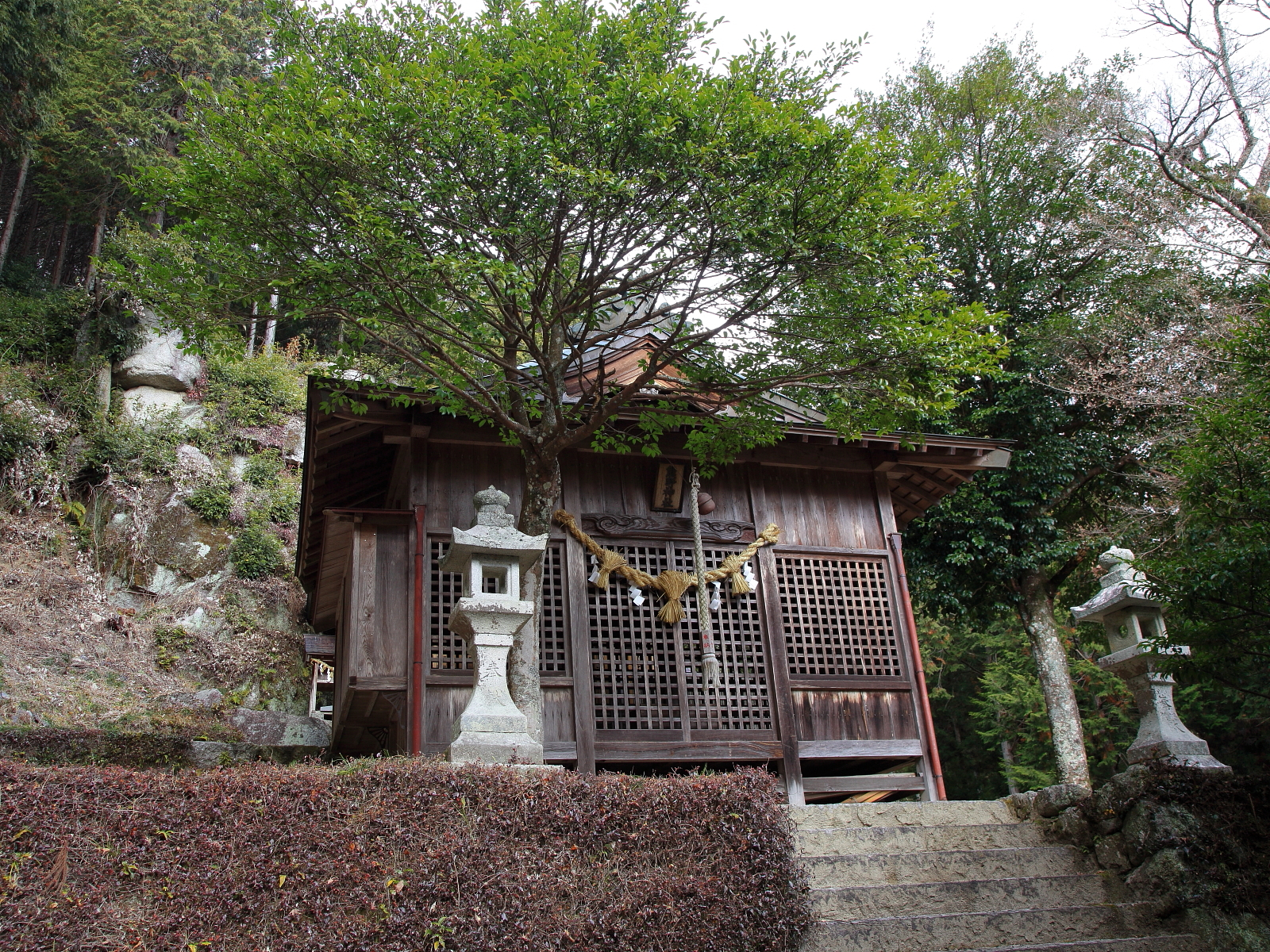
熊埜神社
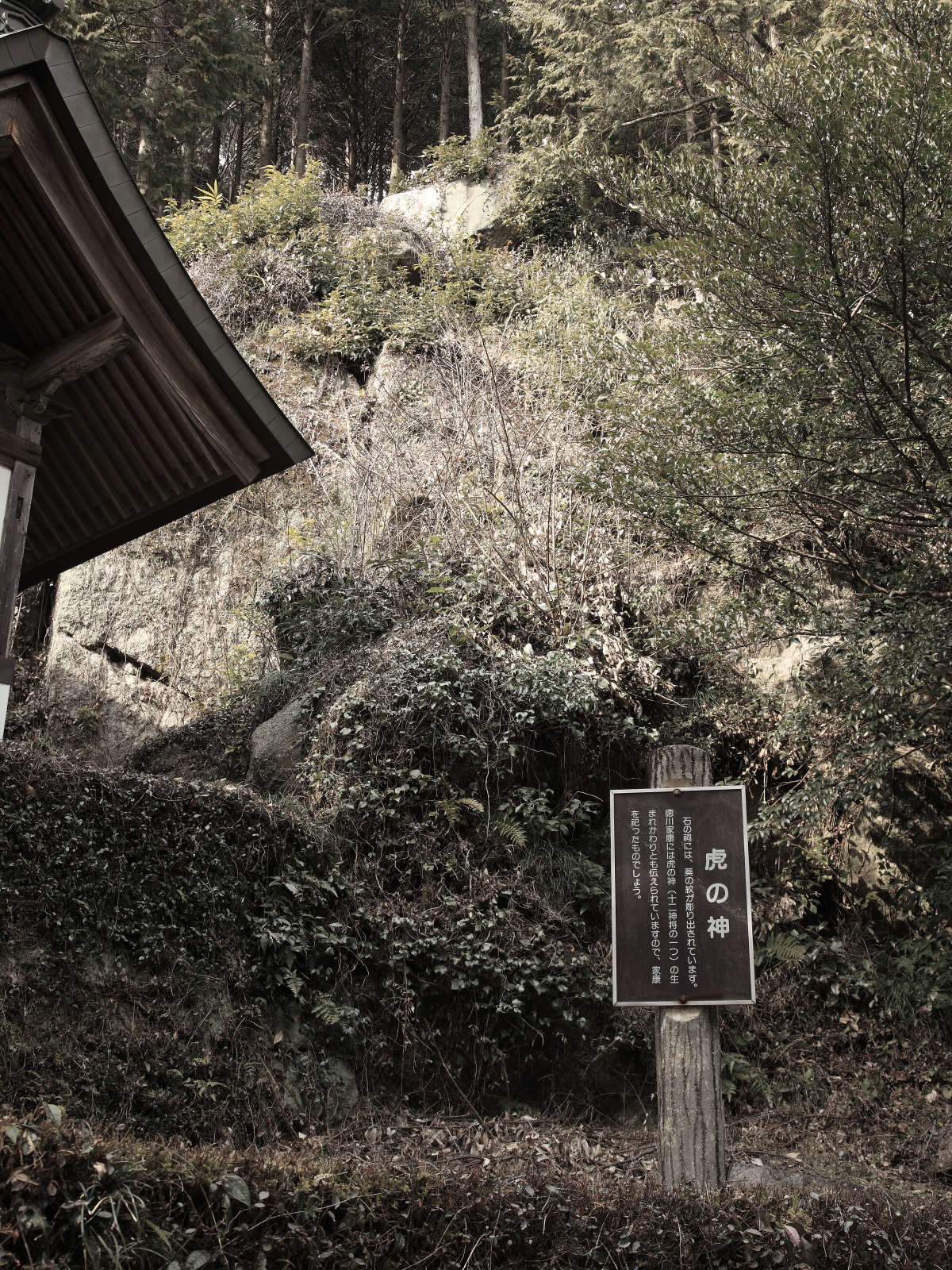
熊埜神社
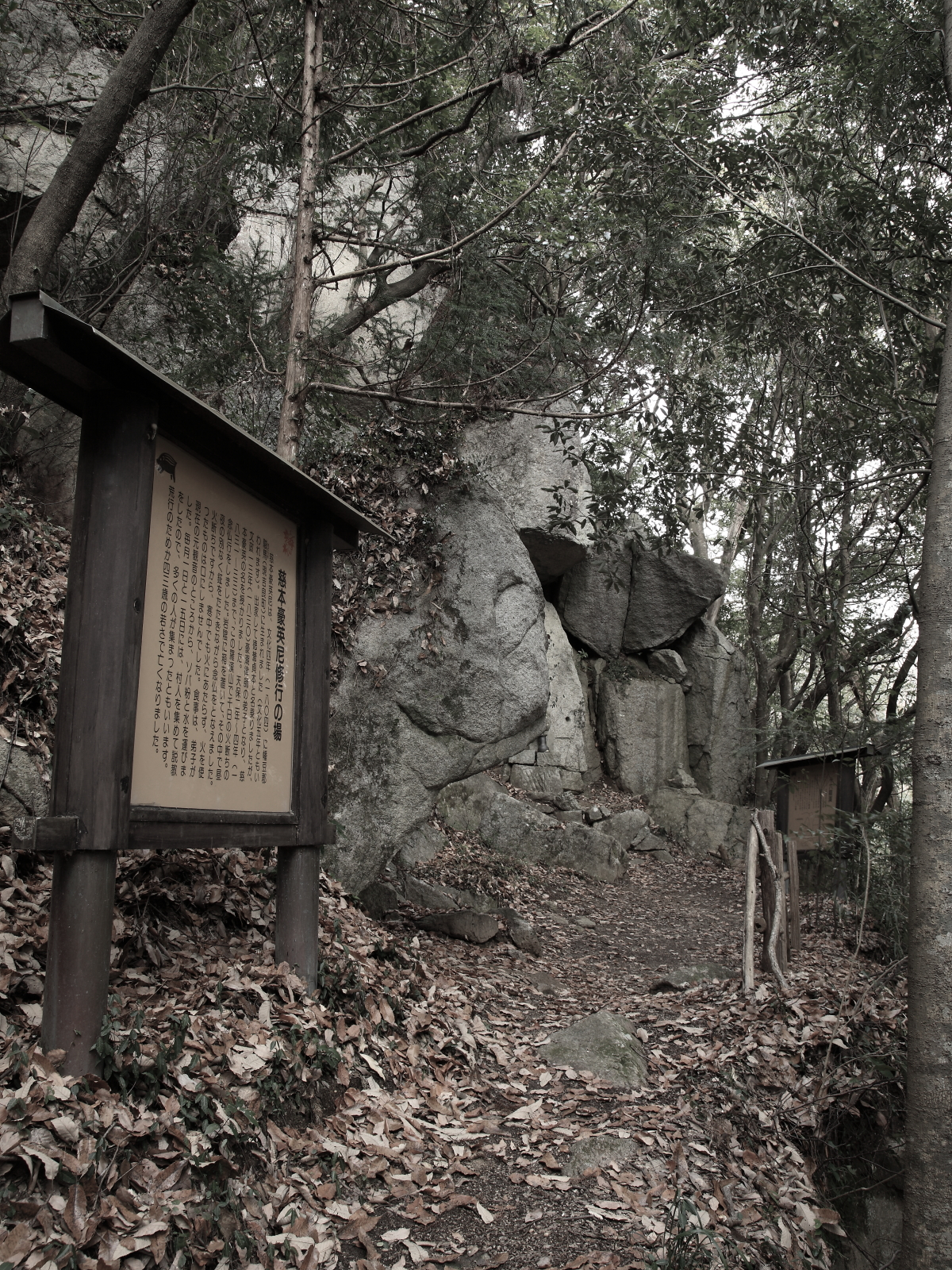
十六羅漢
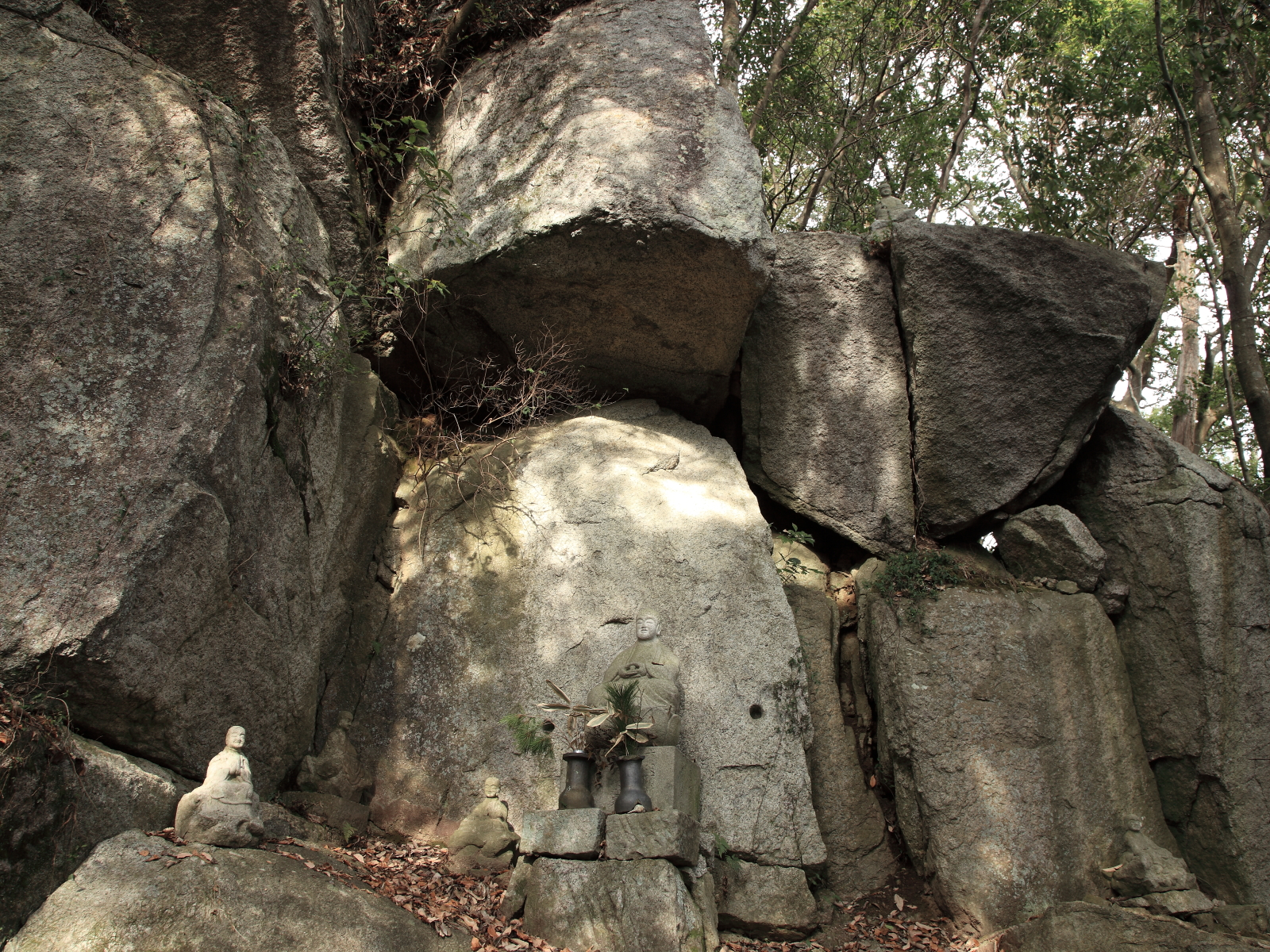
十六羅漢
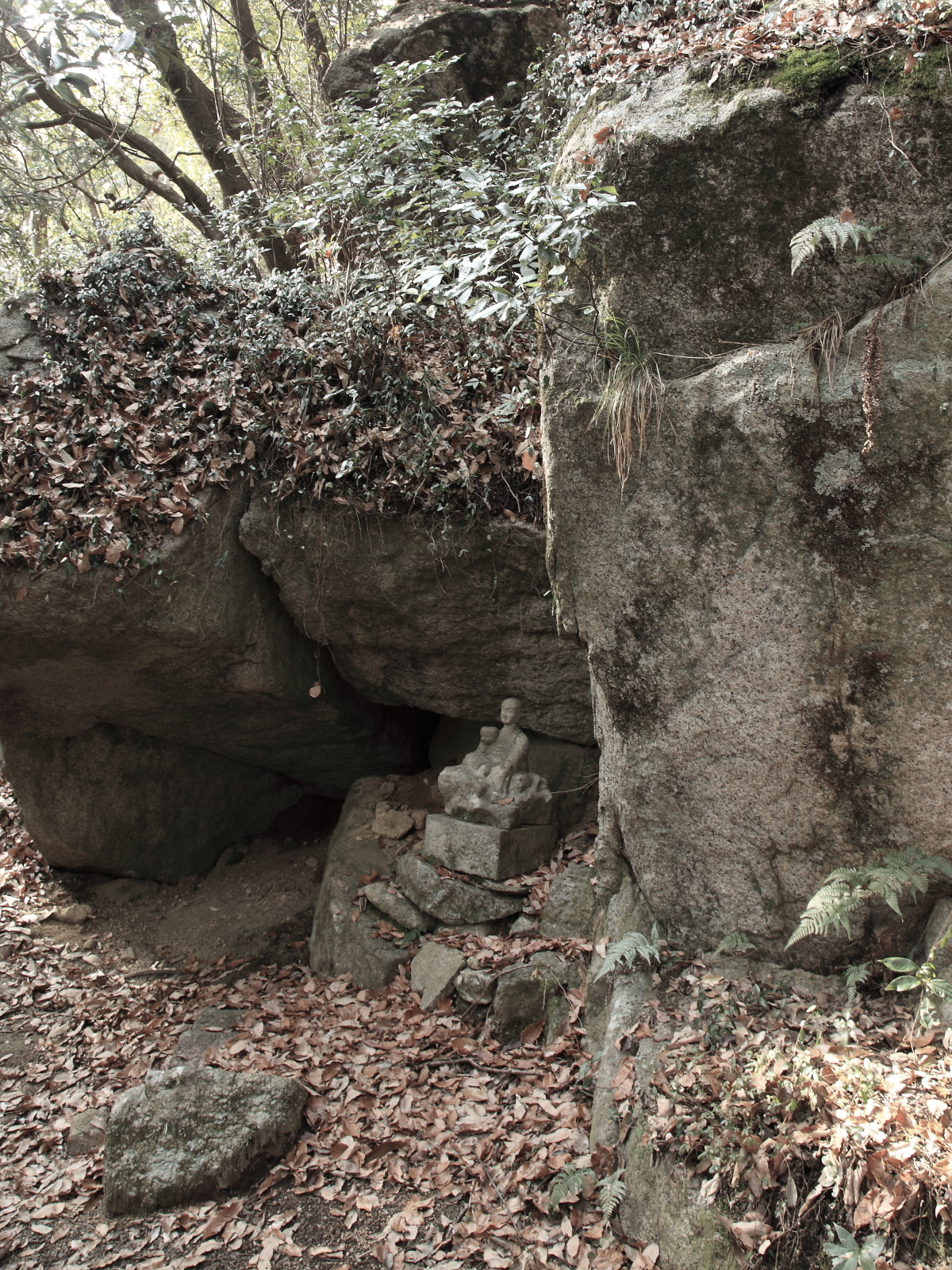
十六羅漢
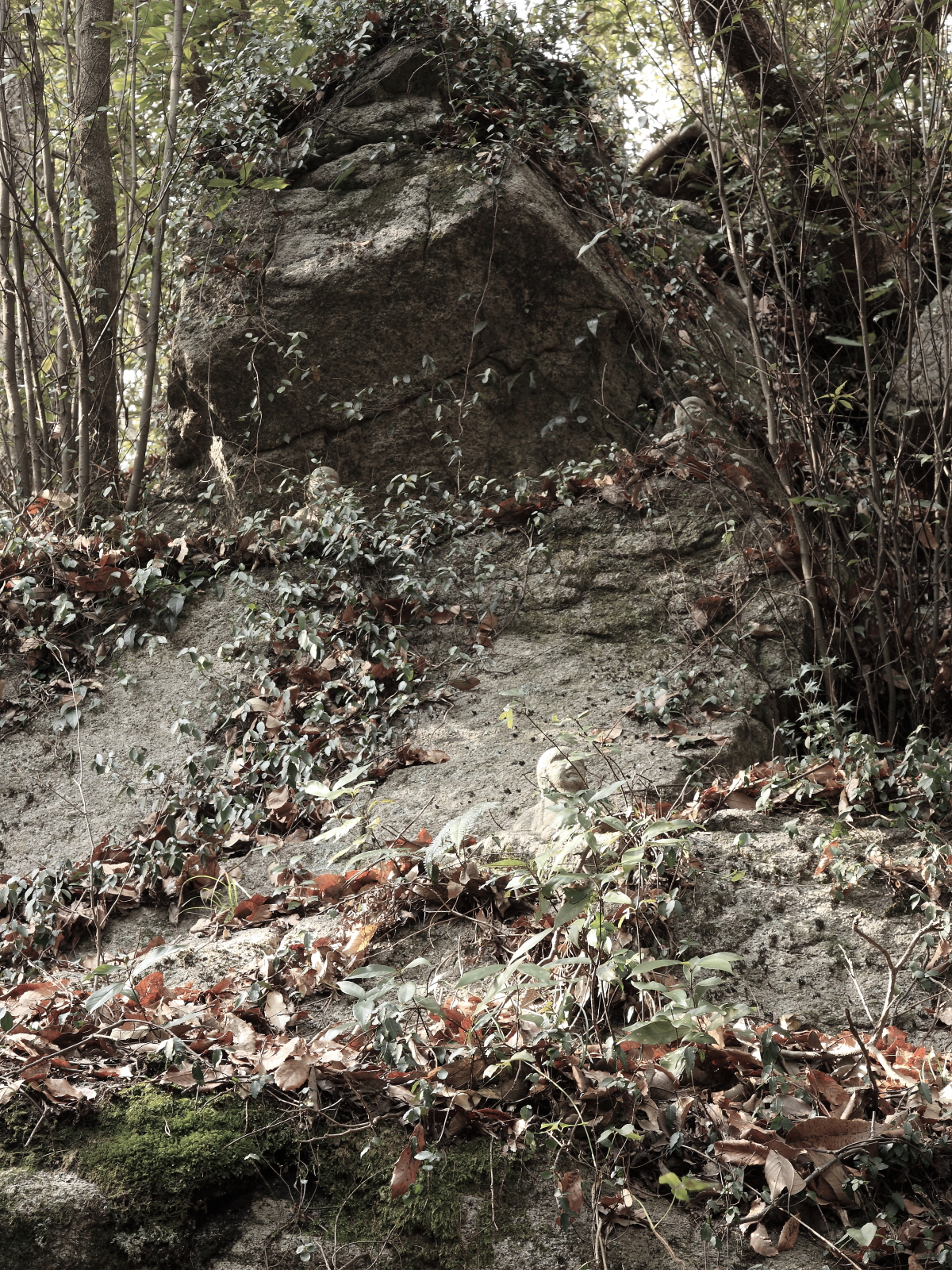
十六羅漢
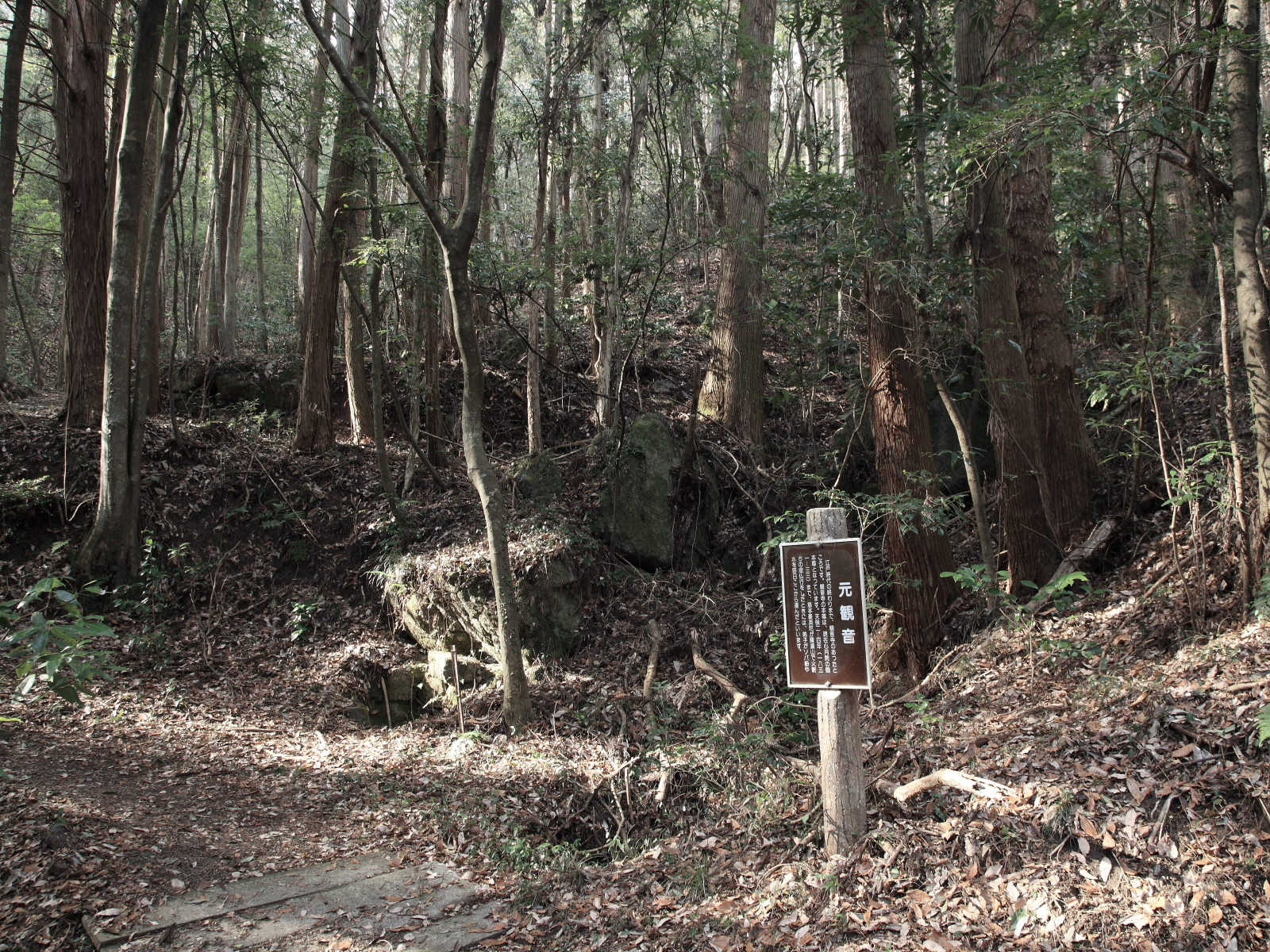
元観音
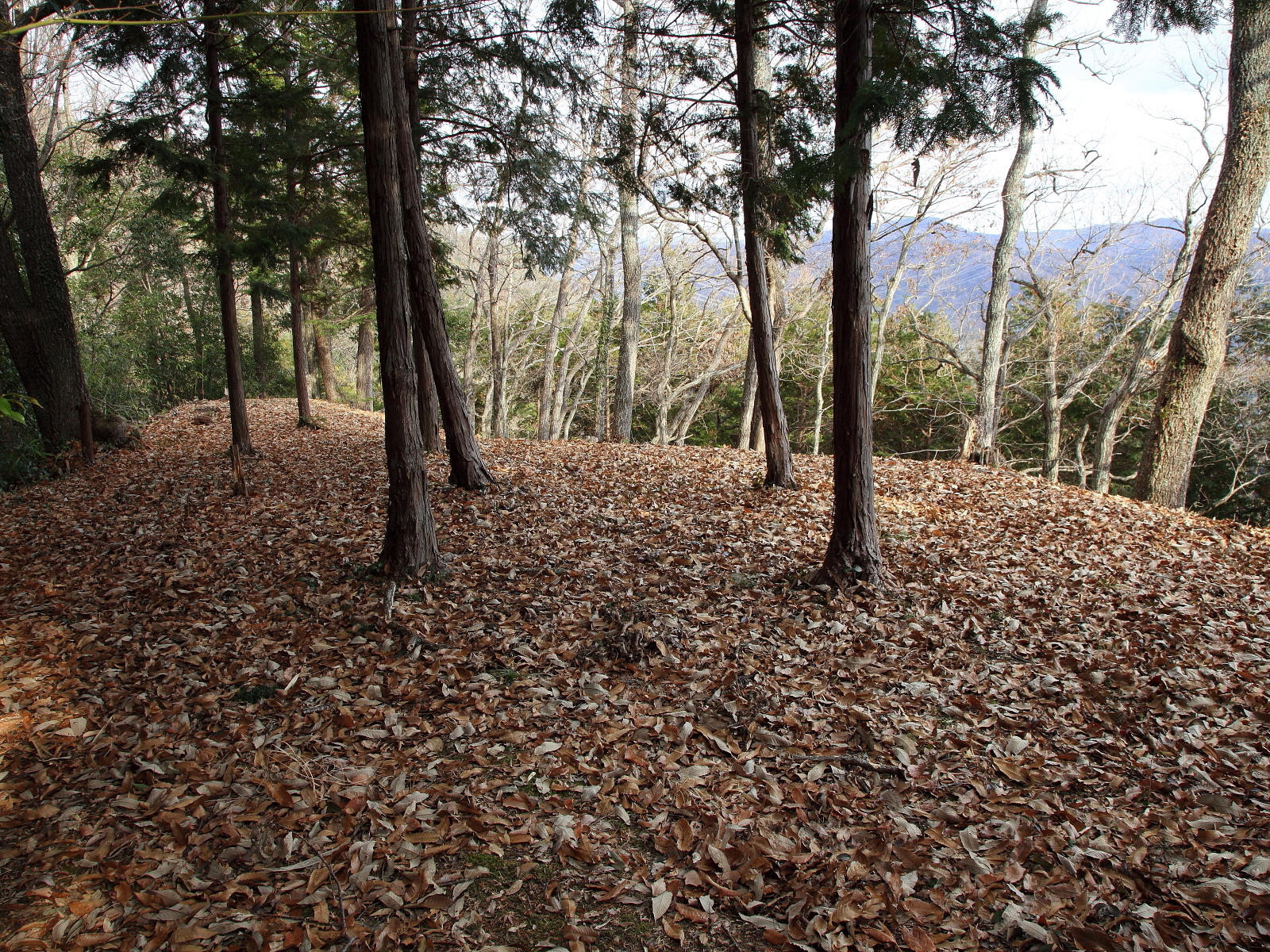
則定椎城跡（本丸）
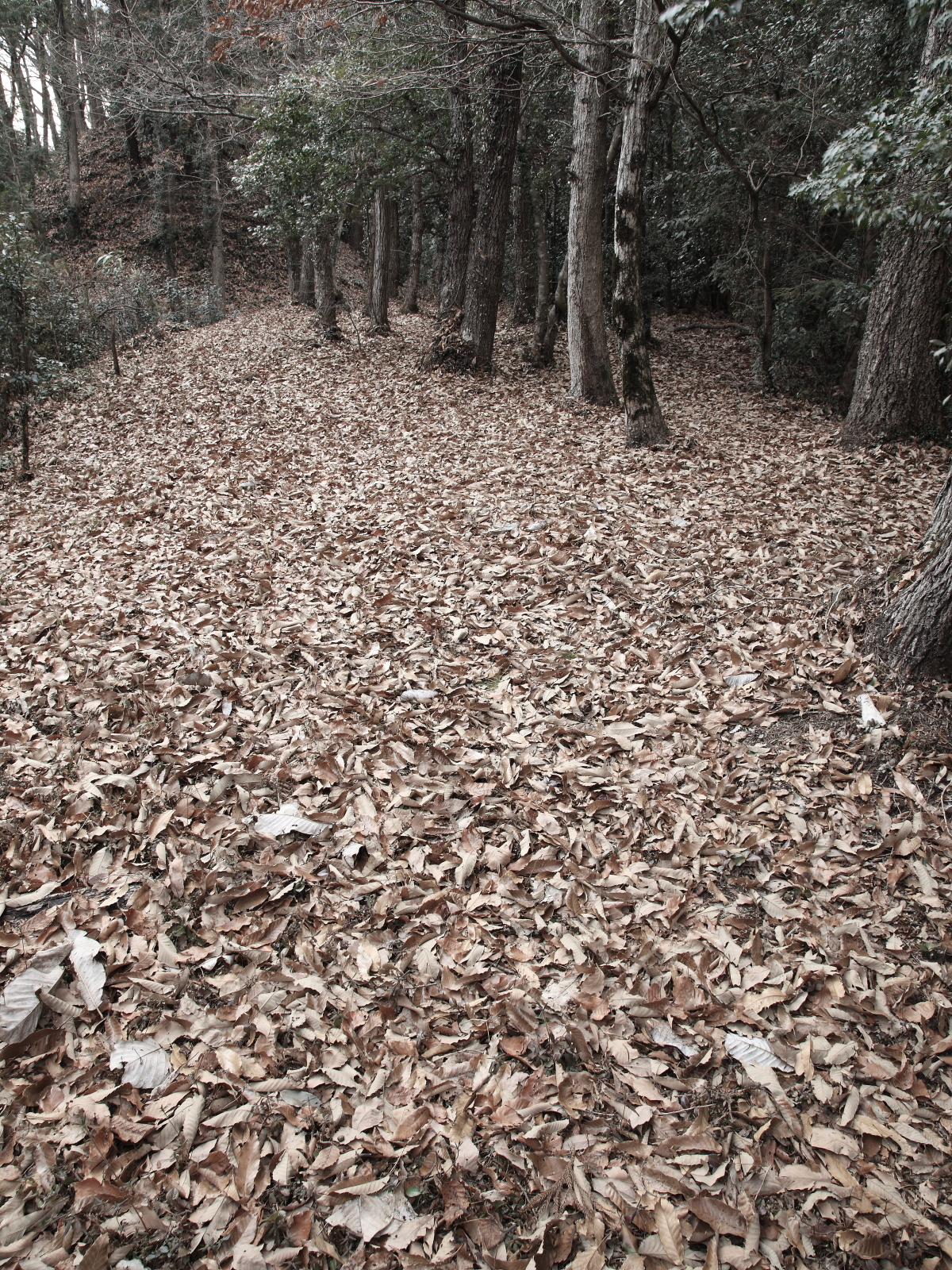
則定椎城跡（二の丸）
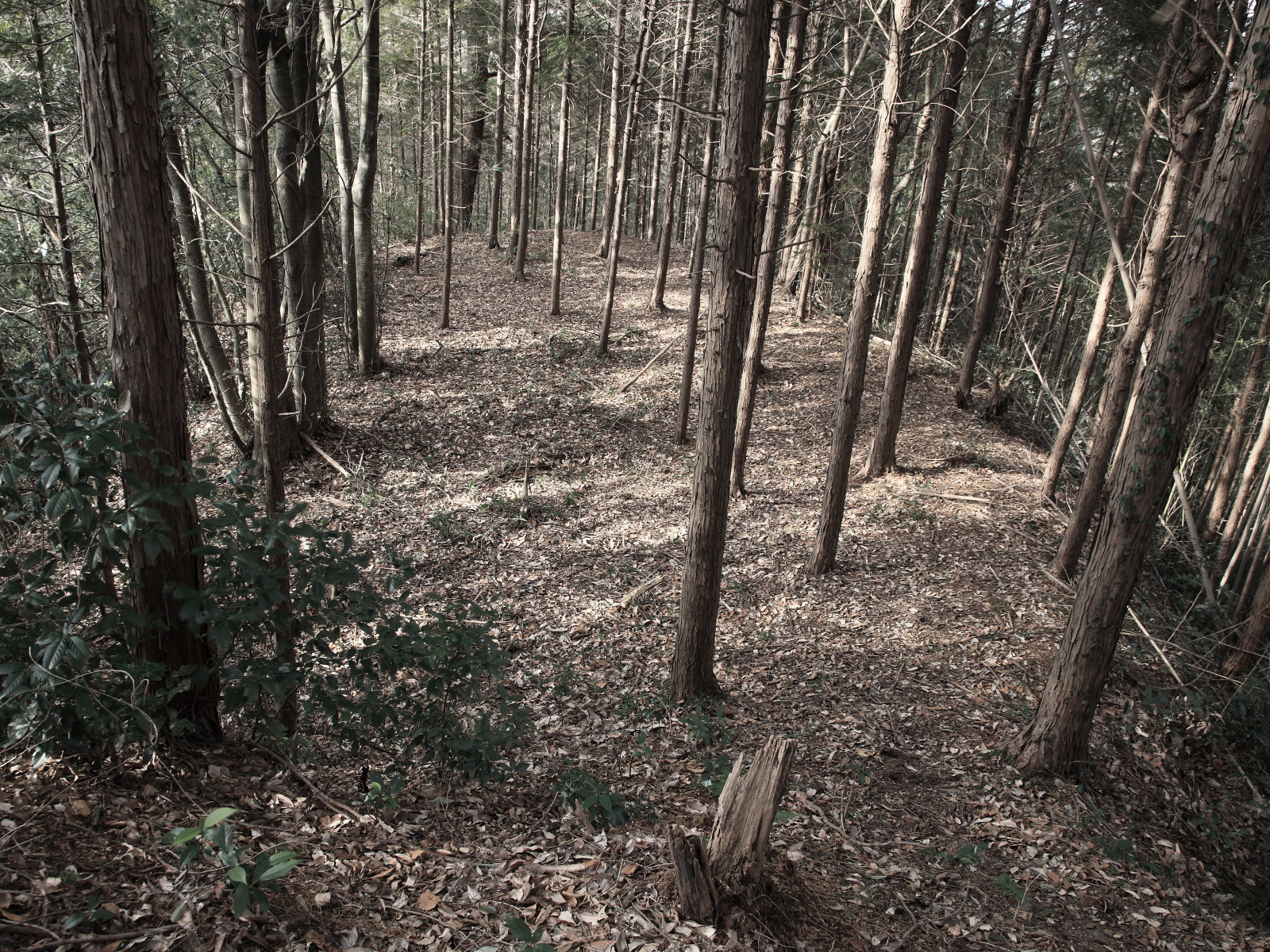
則定椎城跡（三の丸）
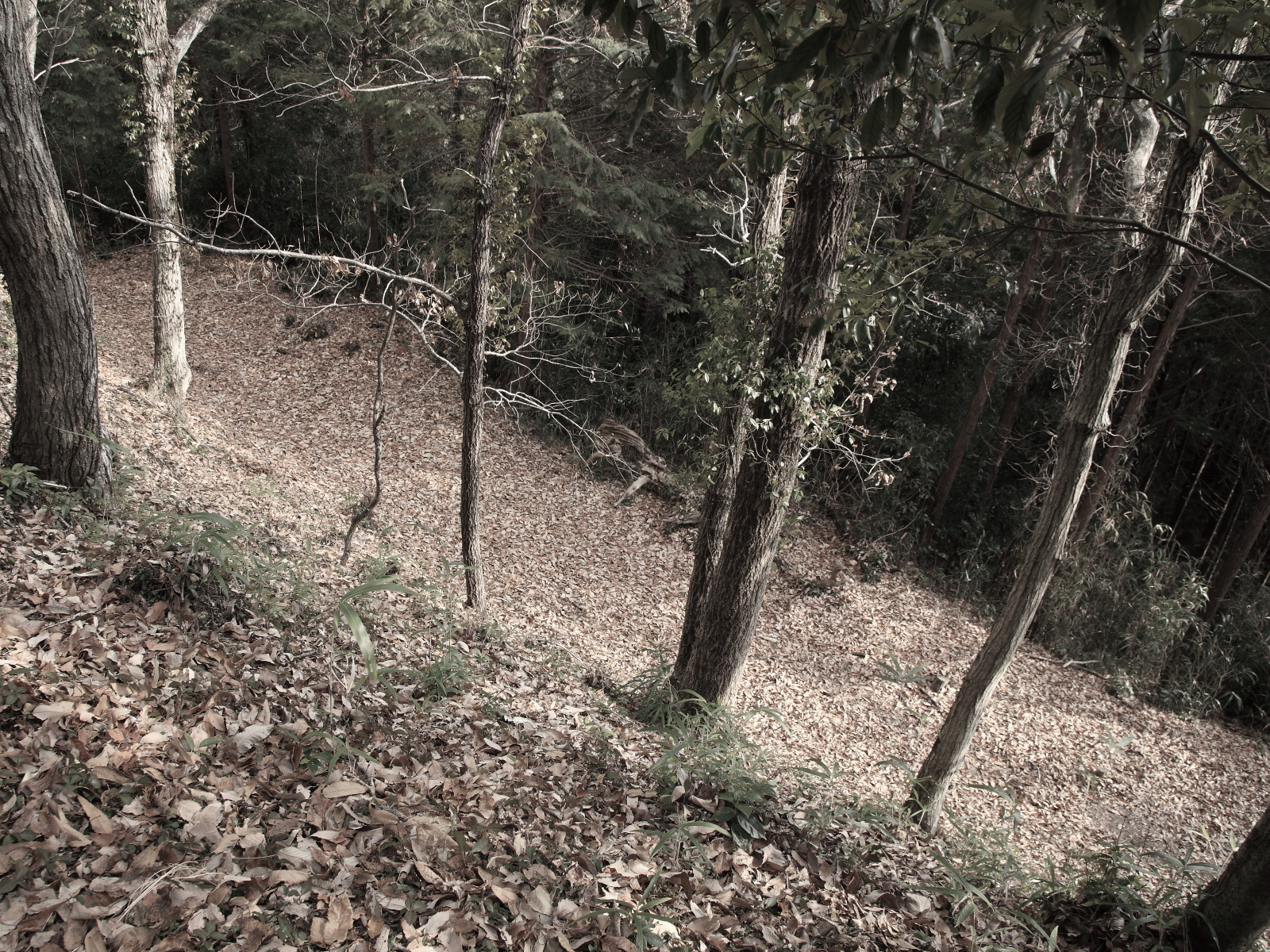
則定椎城跡（帯曲輪）
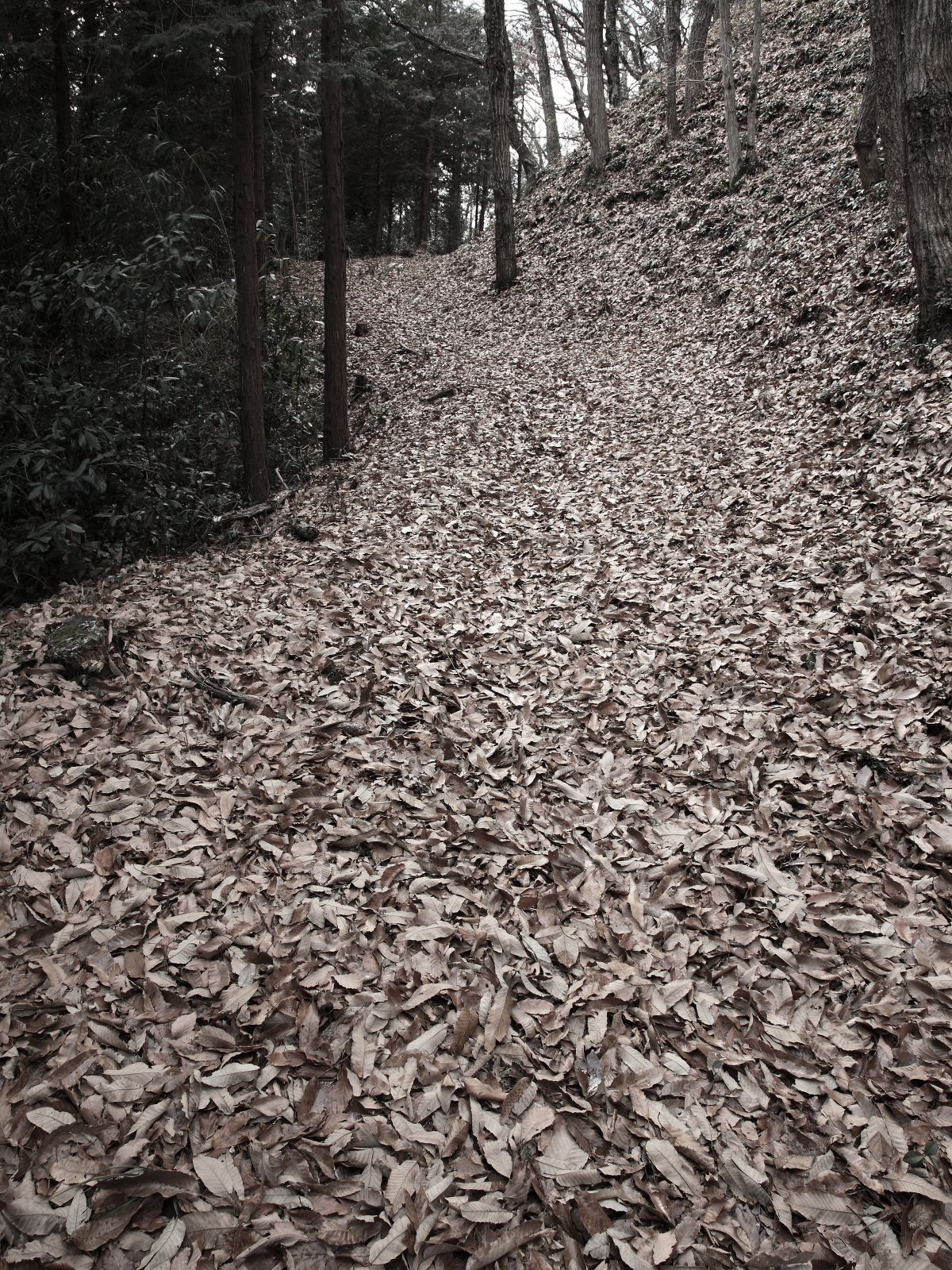
則定椎城跡（帯曲輪）
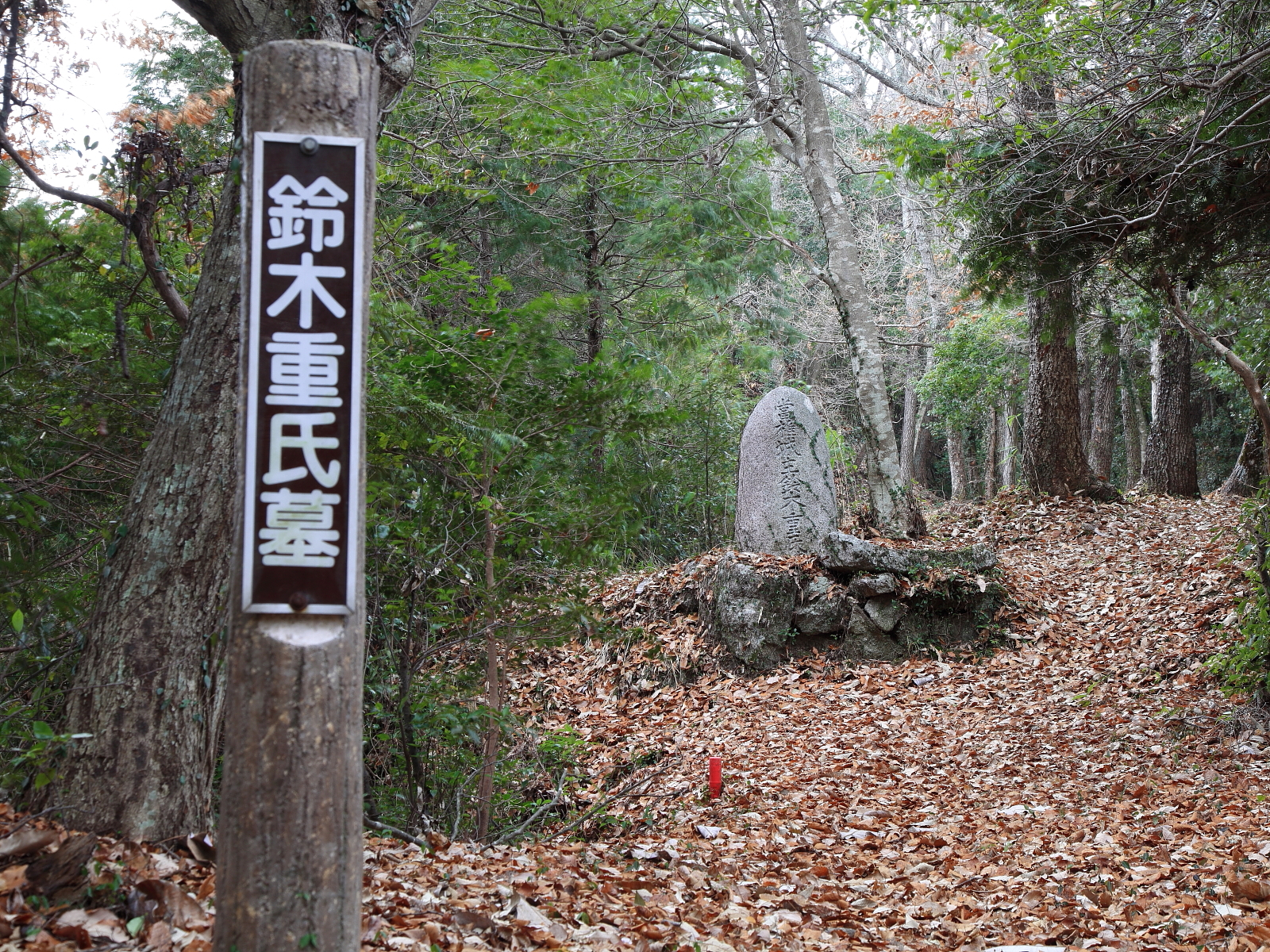
則定椎城跡（鈴木重氏墓碑）
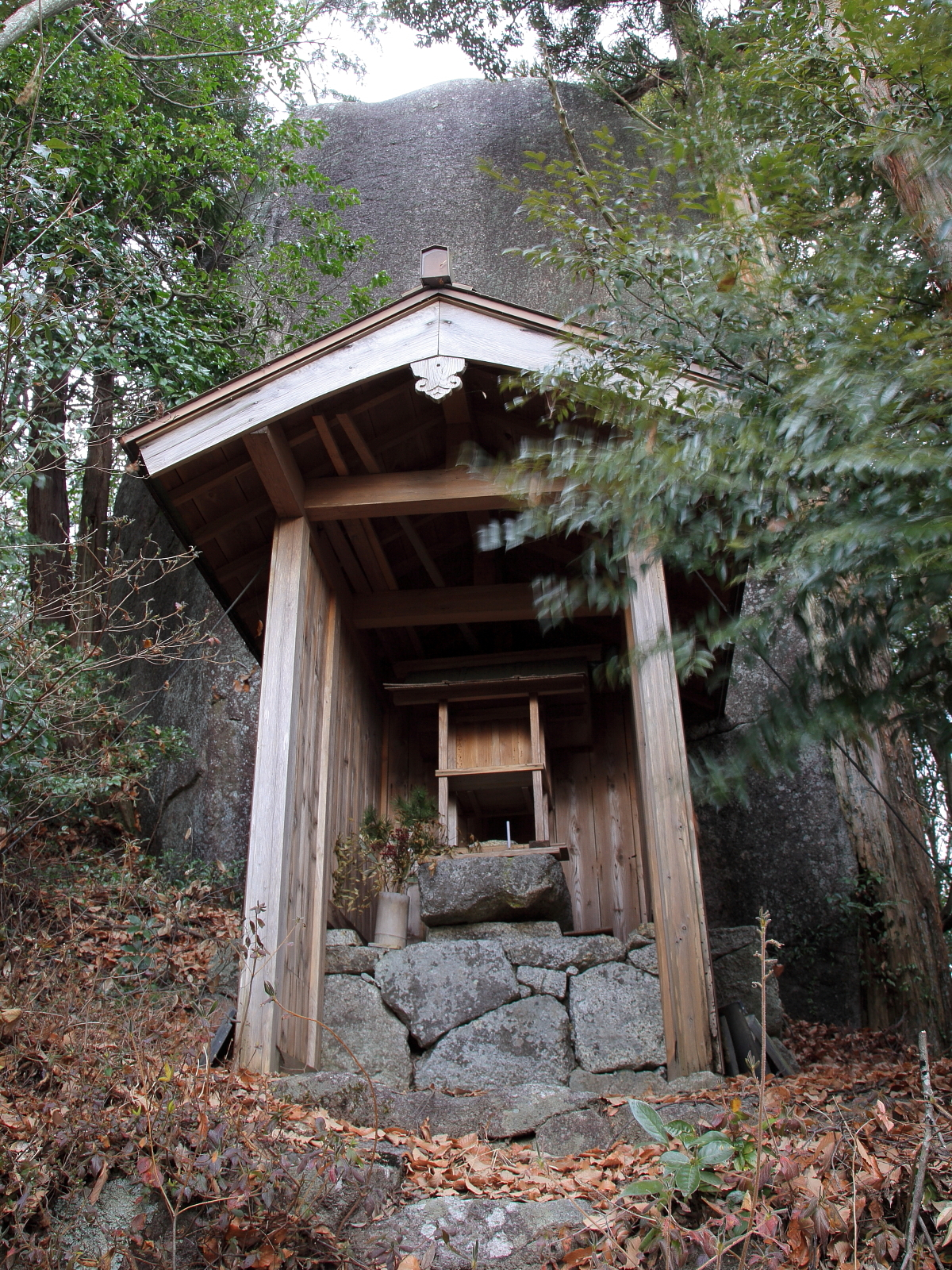
秋葉山、秋葉社
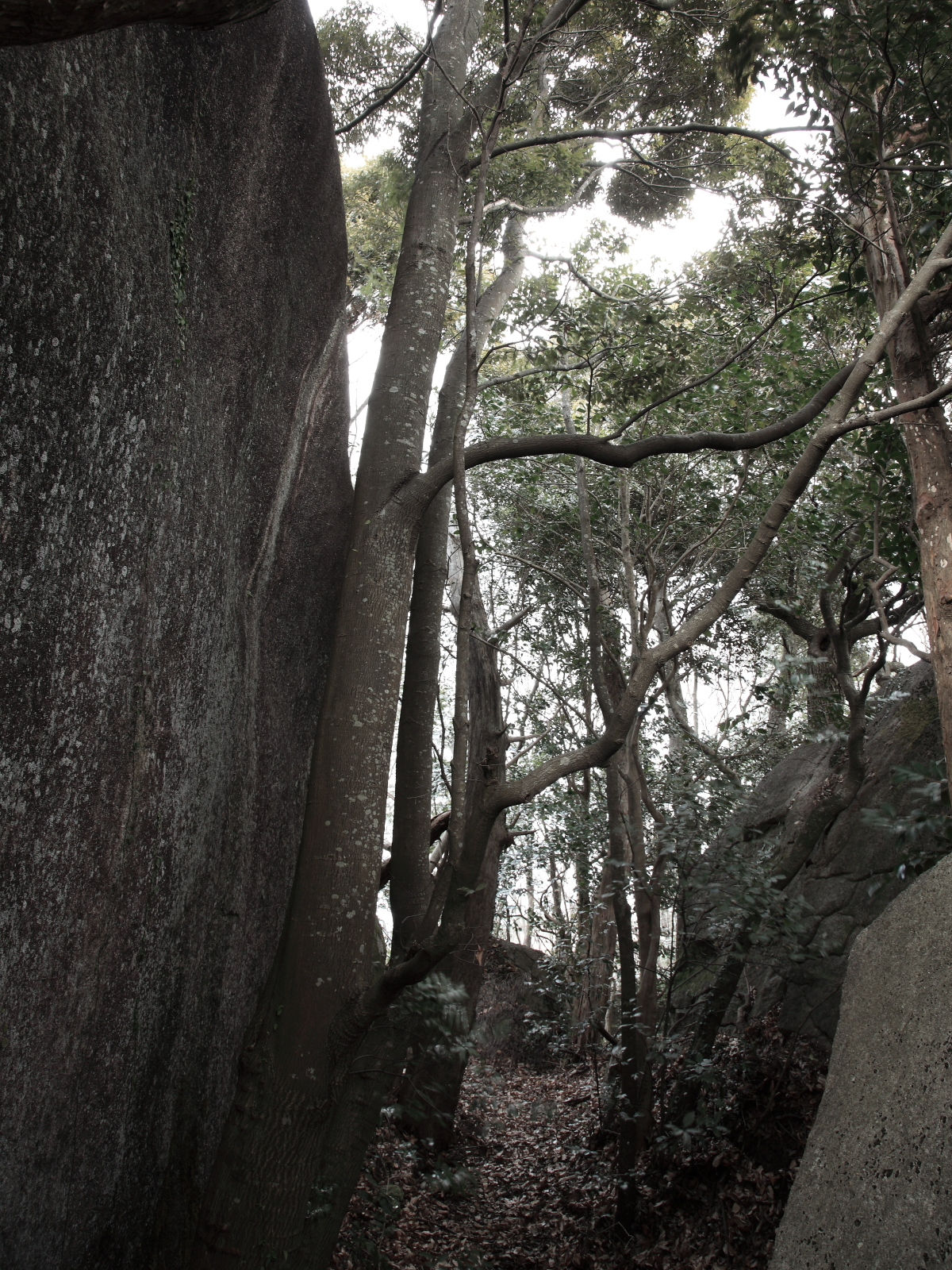
秋葉山、林立する巨岩
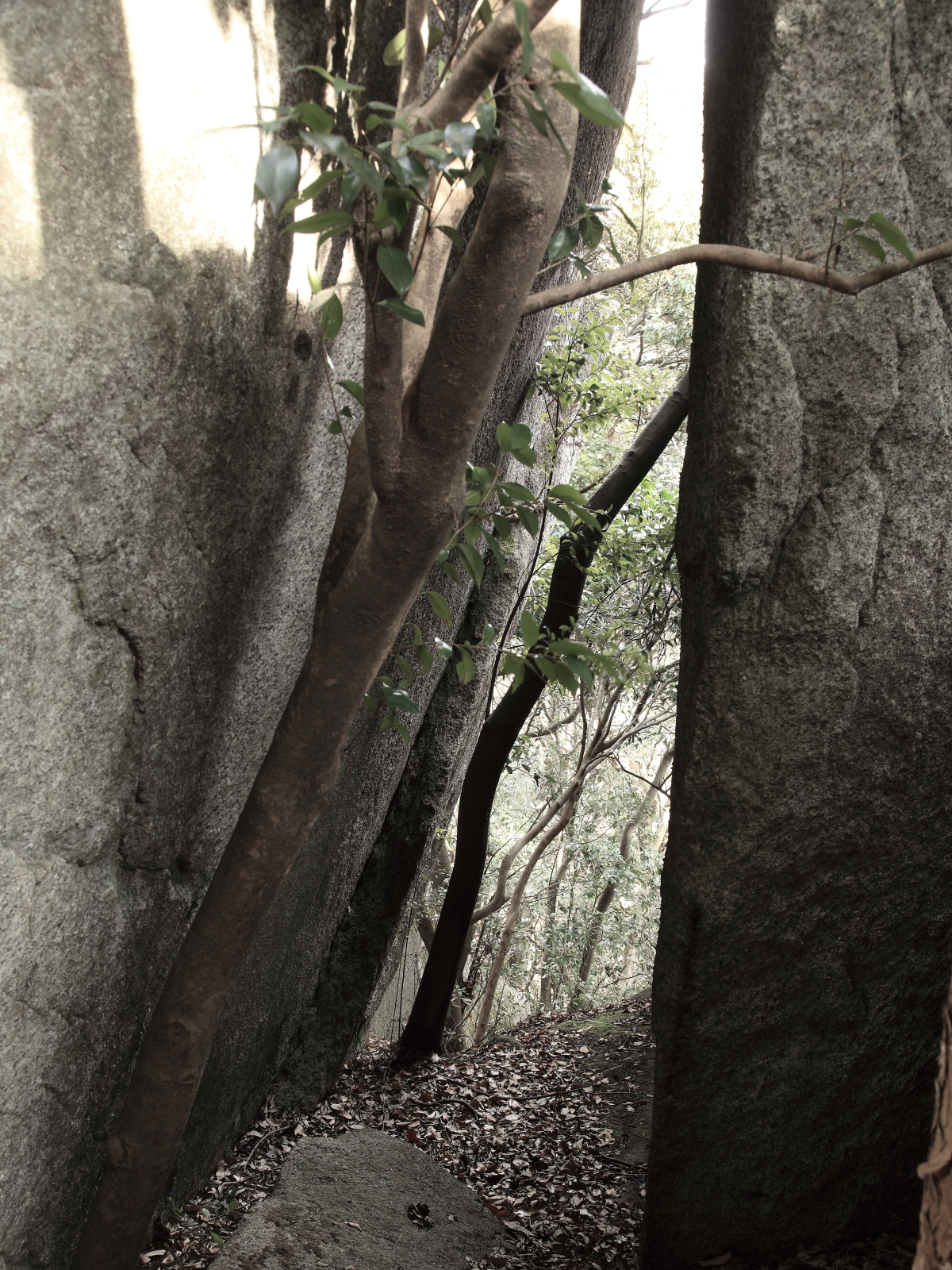
秋葉山、林立する巨岩
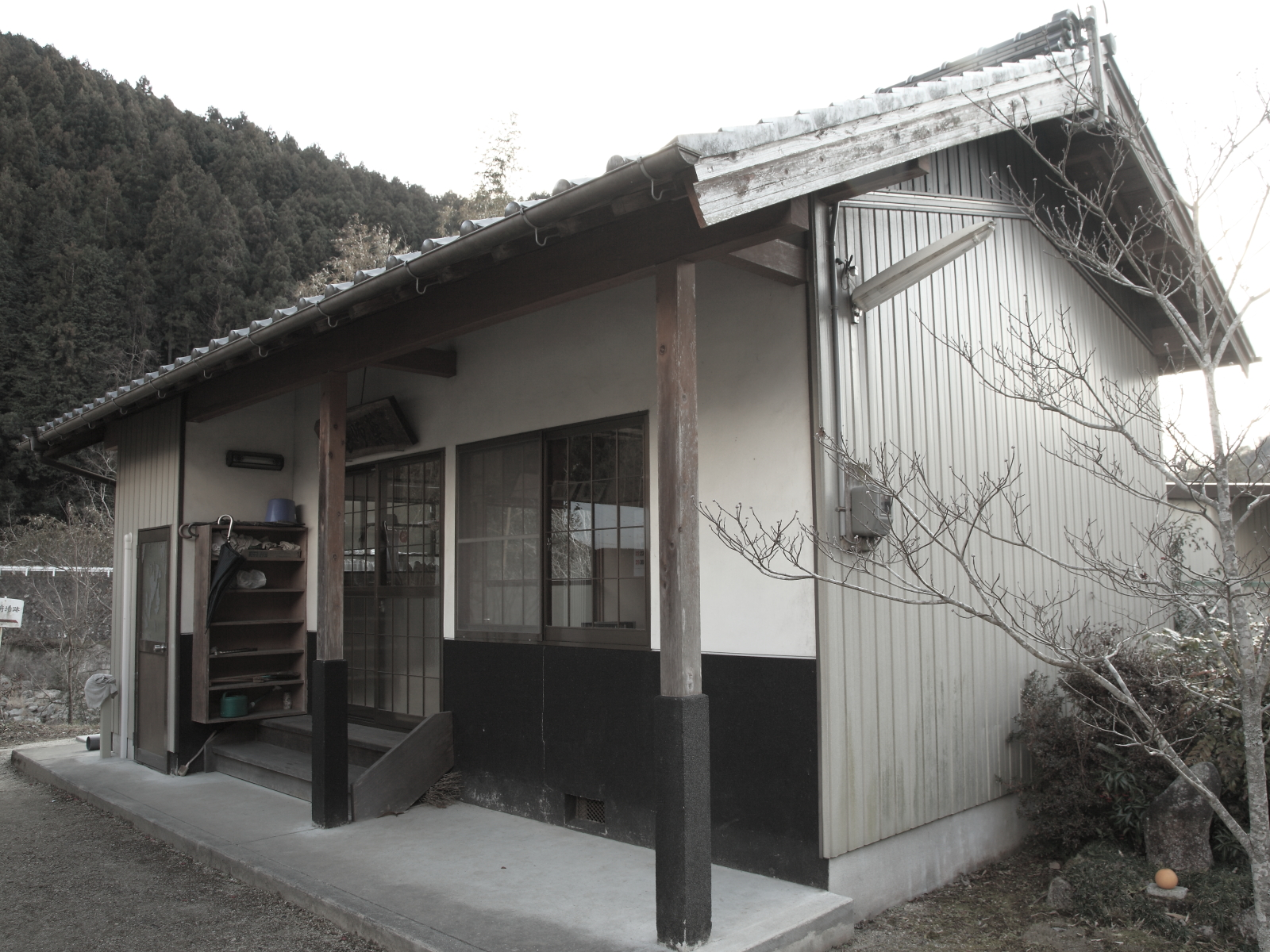
栃ノ実薬師堂

## その他

### 日本郵便
- 郵便番号 : 444-2342[2]（集配局：盛岡郵便局[19]）。